# مدائن صالح
مَدَائِن صَالِح كانت تعرف قديماً بـ الحِجْر، هي موقع أثري يقع في إقليم الحجاز في شبه الجزيرة العربية، شمال غرب المملكة العربية السعودية وتحديداً في محافظة العُلا التابعة لمنطقة المدينة المنورة. يحتل المكان موقعاً إستراتيجياً على الطريق الذي يربط جنوب شبه الجزيرة العربية ببلاد الرافدين وبلاد الشام ومصر، كما أن للمكان شهرته التاريخية التي استمدّها من موقعه على طريق التجارة القديم الذي يربط جنوب شبه الجزيرة العربية والشام، والحجر اسم ديار ثمود بوادي القرى بين المدينة المنورة وتبوك. ورد ذكر الحجر في القرآن على أنها موطن قوم ثمود، الذين استجابوا لدعوة نبي الله صالح، ثم ارتدُّوا عن دينهم وعقروا الناقة التي أرسلها الله لهم آية فأهلكهم بالصيحة.
تعد مدائن صالح من أهم حواضر الأنباط بعد عاصمتهم البتراء، إذ تحتوي على أكبر مستوطنة جنوبية لمملكة الأنباط بعد البتراء في الأردن، والتي تفصلها عنها مسافة 500 كم، ويعود أبرز أدوارها الحضارية إلى القرنين الأول قبل الميلاد والأول الميلادي، وذلك خلال فترة ازدهار الدولة النبطية وقبل سقوطها على يد الإمبراطورية الرومانية عام 106م، ويُعتقد أن الحِجْر استمرت في حضارتها حتى القرن الرابع الميلادي، وكانت عاصمة مملكة لحيان في شمال شبه الجزيرة العربية.
تضم آثار مدائن صالح 153 واجهة صخرية منحوتة، كما تضم عدداً من الآثار الإسلامية والتي تتمثل في عدد من القلاع وبقايا خط سكة حديد الحجاز والتي تمتد لمسافة 13 كم وكذلك المحطة والقاطرات. في سنة 2008م تم تسجيل الموقع ضمن قائمة مواقع التراث العالمي، ليصبح بذلك أول موقع يتم تسجيله في السعودية.
كما يوجد موقع أثري آخر يعرف بمدائن شعيب يقع شمال غرب مدائن صالح ويتبع منطقة تبوك، حيث يحتوي الموقع على آثار تشبه إلى حد كبير تلك الموجودة في مدائن صالح.

## التاريخ

### مملكة دادان

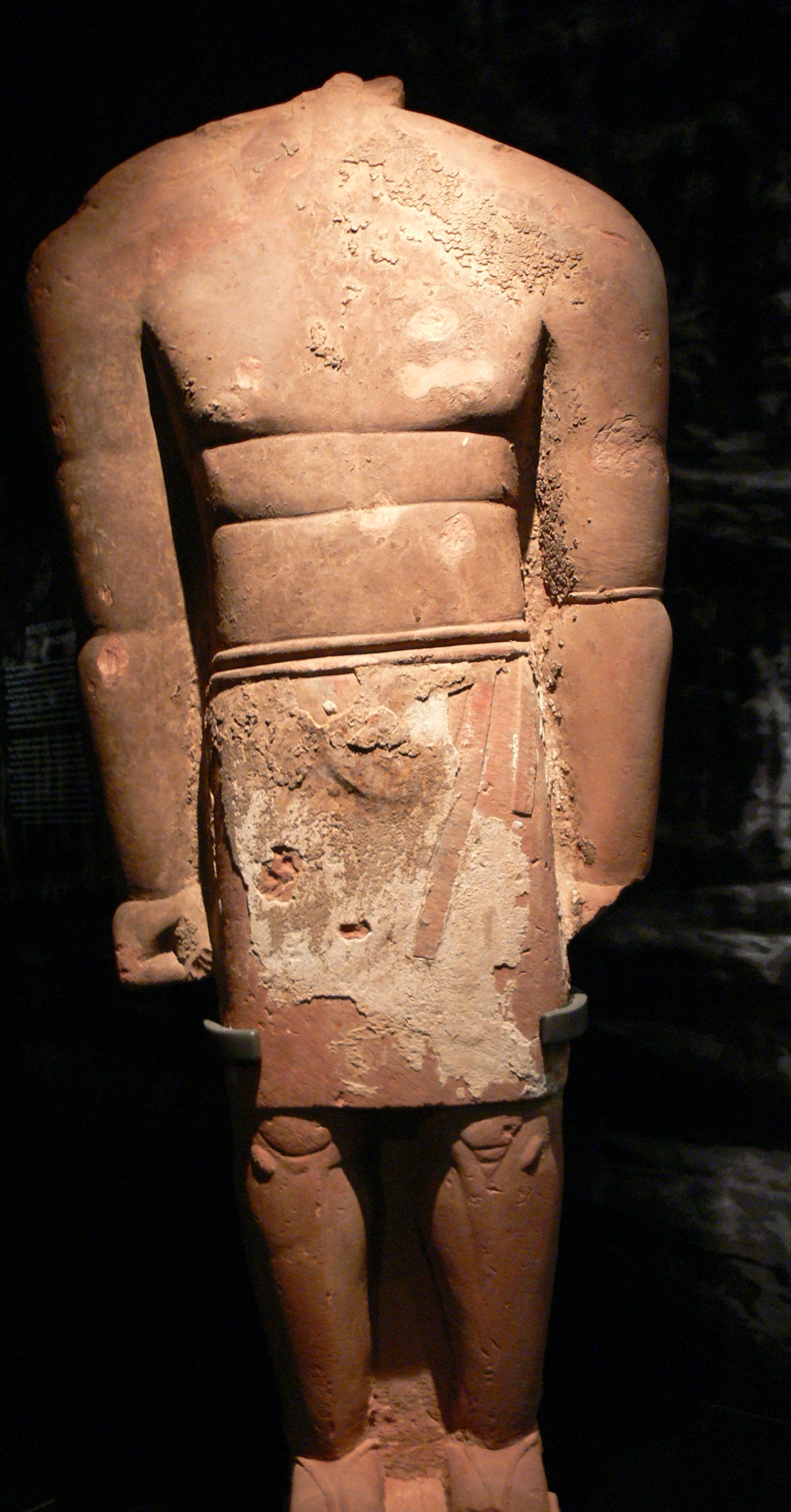
مجسم لرجل وجد في معبد محلب الناقة يعود إلى القرن الرابع ق.م.

هي مملكة تابعة لمملكة معين من القرن الخامس ق.م حتى بدايات الأول ق.م، قامت في الحِجْر والأجزاء الشمالية الغربية من شبه الجزيرة العربية، وأغلب الظن أنها مرحلة سابقة لمملكة لحيان حيث يعتقد بعض الباحثين أن اللحيانيين كانوا من سكان العربية الجنوبية، لورود نص يشير إلى قيل لحياني في اليمن اسمه «أب يدع ذو لحيان» واستوطنوا دادان جنوب أراضي لحيان، فلما ضعفت حكومة المعينيين في اليمن استولى اللحيانيون على المملكة وأسموها على اسم قبيلتهم، وليس بين الباحثين اتفاق على أصولهم تحديداً، ويرى جواد علي أن المعينيين كوَّنوا مستعمرات في أعالي الحجاز منذ القرن الخامس قبل الميلاد ووصفهم باللحيانيين أيام قوة المعينيين، وهدف هذه المستعمرات هو تأمين الطريق التجارية من اليمن إلى الشام. ووفقاً لورنر كاسكل:
| مدائن صالح | الجدير بالذكر هو أن العهد القديم لديه الكثير ليقوله بشأن السبئيين وواضح أنه صامت بشأن المعينيين ولكننا نجد ذكرا لديدان وظهر في سلسلة الأنساب الموضوعة في العهد القديم كأخ لسبأ (تكوين 10:7) وهو ما له تفسير واحد، عندما يتحدث العهد القديم عن الديدانيين فإن المقصود هو معين والسبب في ذلك الاستخدام واضح، وذلك لأن قوافل مملكة معين العربية الجنوبية كانت تتوقف في دادان ولا تتجاوزها، فيقوم مواطنوهم في تلك المستعمرة بنقل البضائع إلى محطات أخرى؛ هدف هذه المستعمرة هو تقصير مشقة السفر على المعينيين. | مدائن صالح |

 أغلب بضاعتهم القادمة من جنوب شبه الجزيرة العربية كانت موجهة لمصر واليونان ويعتقد كاسكل أن اللحيانيين استولوا عليها في منتصف القرن الثاني ق.م قرابة 150 ق.م فقد كان المعينيون يسيطرون على الحِجْر وأعالي الحجاز من القرن الخامس ق.م بمساعدة من اللحيانيين بدلالة أن أول ملوكهم كان معينياً ثم عادت للحيان مستغلين ضعف مملكة معين وحروبها مع مملكة سبأ. يرى جواد علي أن اللحيانيين ينحدرون من النبي إسماعيل، وقد عدهم بلينيوس الأكبر في جملة الشعوب العربية كذلك.

### اللحيانيون

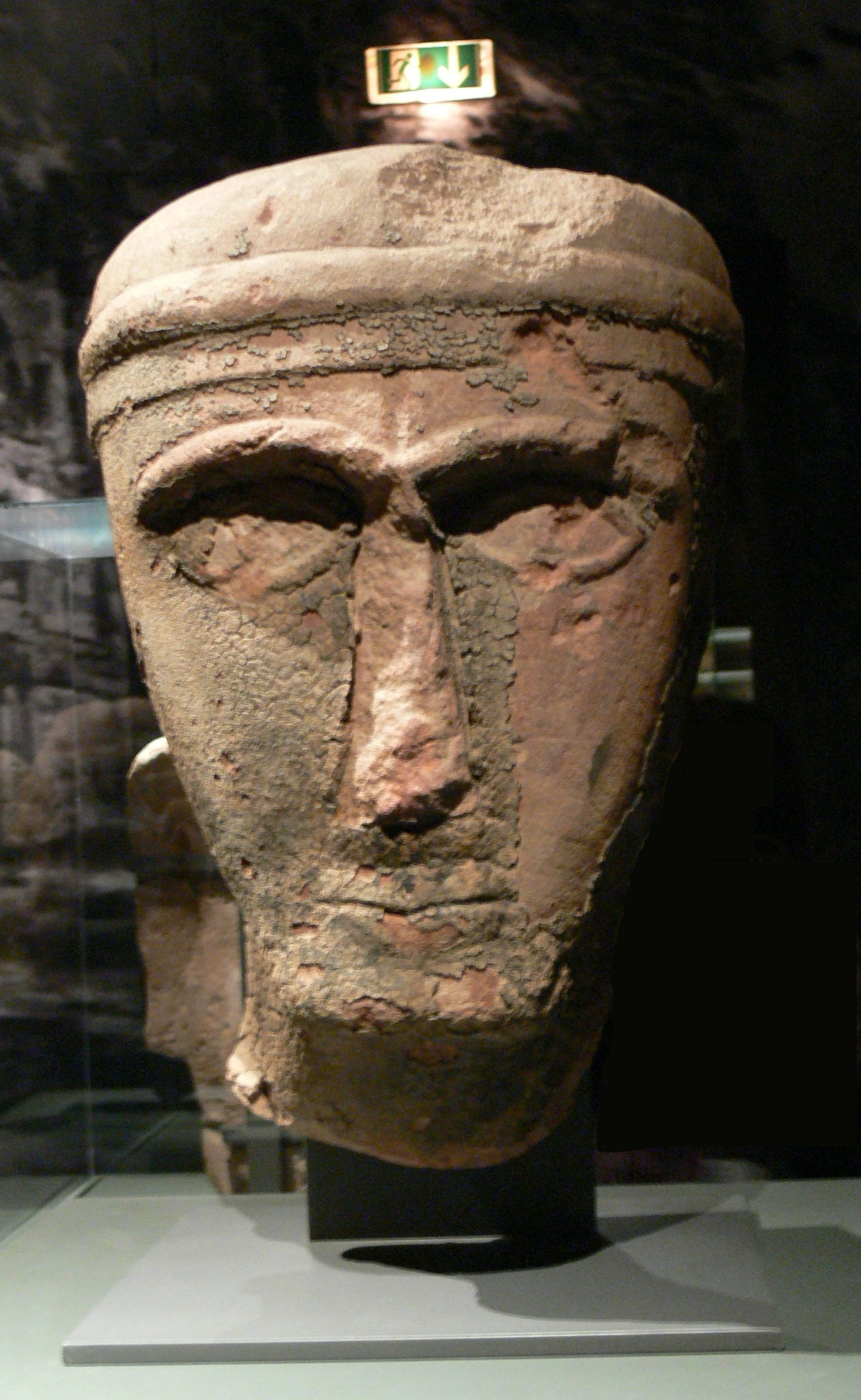
تمثال لحياني من العُلا يعود للقرن الثالث / الرابع قبل الميلاد.

يختلف المؤرخون في أصل اللحيانيين، فمنهم من يرى أنهم فرع من ثمود، بينما يرى آخرون أنهم أحد الشعوب العربية الجنوبية، بدليل أنه قد ورد اسم لحيان في نص عربي جنوبي. كانت العلا مركزاً للحيانيين، حيث كانت مستعمرة معينية قديمة، كما أنها القاعدة الشمالية القصوى للحضارة العربية الجنوبية، تقع في وادي القرى جنوب شرق حرة العويرض بين سلسلة من الجبال في الشرق والغرب، وعلى بُعد حوالي 15 كم إلى الجنوب من مدائن صالح، هناك موقع كان يُسمّى قديماً «ددان» أو «ديدان» بحسب ما جاء في كتب الأنساب اليهودية وفي النصوص المعينية، ولاحقاً سُمّي بوادي القرى ويُعرف الآن بالعُلا، وقد اختلف الباحثون فيمن حكم هذه المنطقة أولاً وكان الاختلاف بين الديدانيين والمعينيين واللحيانيين.
امتد نفوذ دولة لحيان على الأرض الممتدة غربي النفود، من شمال يثرب إلى ما يحاذي خليج العقبة.
وقد اختلف في فترة دولة لحيان، يرى البعض أنها كانت بين بداية القرن الخامس ونهاية القرن الثالث قبل الميلاد، ويرى آخرون إلى أنها إنما كانت فيما بين القرن الثاني قبل الميلاد (حوالي سنة 160 ق. م) وبين نهاية القرن الثالث بعد الميلاد، وهناك من حدد الفترة ما بين عامي 280 - 200 قبل الميلاد لقيامها،
وأن نهايتها كانت على أيدي الأنباط الذين استولوا على «الحِجْر» سنة 65 ق. م، و«ديدان» سنة 9 ق. م،
وأن هناك من يرى أن نهاية دولة لحيان إنما كانت على أيدي المعينيين، وأن ذلك كان بين نهاية القرن الثالث والقرن الأول قبل الميلاد.
عُثِر في العُلا بالقرب من مدائن صالح على ما يقارب من أربعمائة نقش لحياني أغلبها عبارة عن نقوش وقطع صغيرة، ومنها ما يحتوي على بعض أسماء الملوك والمعبودات الوثنية، أما بالنسبة للكتابة اللحيانية، فهي كتابة محلية حروفها سامية جنوبية وقريبة جداً من الكتابة العربية الجنوبية والحبشية، أما اللهجة فعربية شمالية وهي أيضاً سامية جنوبية. يرى البعض أنها كانت مسيحية، بينما يرجّح آخرون أنها عربية جاهلية وضعت قبل ظهور الإسلام.
تحتوي هذه النقوش والكتابات على بعض أسماء ملوك لحيان، منها «هنوس بن شهر» و«ذو أسفعين تخمى بن لوذان» الذي يرجع حكمه إلى النصف الأول من القرن الأول قبل الميلاد. كما أن هناك معبد يقع في العُلا يعود للحيانيين، وُجِدت فيه تماثيل بطول الإنسان لملوك لحيان، وهذه التماثيل متأثرة بالنحت الفرعوني في النصف الأعلى من الجسم، ومن حيث اللبس، ولكنها تحمل الطابع العربي المتمثل في شكل الوجه، وما وضع على الرأس بما يشبه العمامة والعقال.
يرى البعض أن الأنباط قد استولوا على الحِجْر سنة 65 ق. م، إلى أن وصلوا إلى تيماء، ثم قطعوا كل اتصال للحيانيين بالبحر، فاستولوا على ميناء «لوكي كومة» التابع للحيانيين، وأحاطوا بهم من جميع الجهات، ويُعتقد أن الطريق التجاري قد تغير اتجاهه بفعل النبطيين في جنوب الحجر، فكان يمر على مسافة 7 كم إلى الشرق من واحة دادان القديمة، ثم أخضعوها لنفوذهم. عاد حكم اللحيانيين مرة أخرى بعد سقوط البتراء على أيدي الرومان سنة 106م، والذين مدوا نفوذهم إلى منطقة تبعد عشرة كيلومترات إلى الشمال من دادان.

### الأنباط

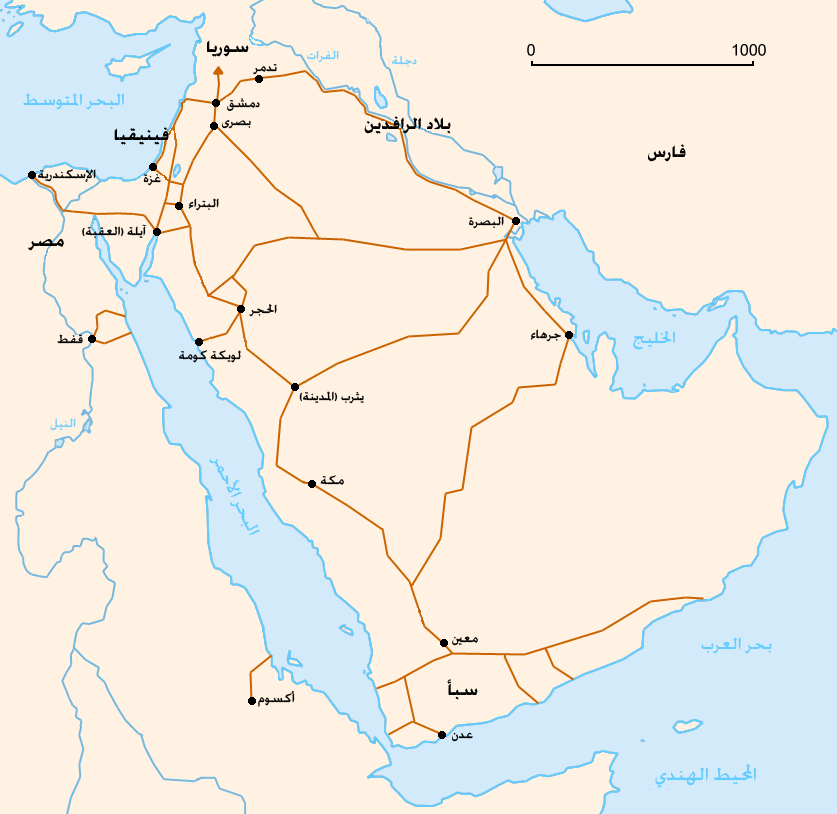
طرق التجارة النبطية القديمة وتظهر الحِجْر (مدائن صالح).

استوطن النبط (الأنباط) الحِجْر، والأنباط هم من العرب من شمال شبه الجزيرة العربية. في القرن الأول قبل الميلاد، في فترة حكم الحارث الرابع جعل من الحِجْر العاصمة الثانية للأنباط حيث كانت عاصمتهم الأولى هي البتراء في الشمال، وكان للأنباط حضارة كبيرة وشيدوا المقابر في الجبال وأضافوا لها الكثير من جماليات البناء القديم، حيث تظهر خصائص العمارة النبطية مع الكتابات النبطية المنقوشة في الصخور على الواجهات الخاصة بهم. كما طوّروا أيضاً زراعة الواحات، وحفر الآبار وعمل خزانات لمياه الأمطار في الصخور، بالإضافة إلى نحت أماكن العبادة في النتوءات الصخرية.
هناك منشآت ومستوطنات مشابهة لما تحتويه مدائن صالح في عدد من الأماكن مثل الشام والمنطقة المجاورة للحجاز، وأبرز هذه المنشآت ما وجِد في البتراء.
استمرت حضارة الأنباط في الازدهار والتوسع في الحجر حتى تحكموا في طرق التجارة في العالم القديم، حيث احتكروا تجارة البخور والمر والتوابل، وكان طريق التجارة القديم يأتي من جنوب شبه الجزيرة العربية حتى يصل إلى الحِجْر، ومن الحجر يتفرع إلى طريقين، يذهب أحدهما إلى البتراء ومصر والشام، فيما يذهب الآخر إلى تيماء ثم تدمر في العراق. كما كانت الحجر مركزاً رئيسياً لطرق القوافل القديمة وكانت تتحكم في طرق القوافل، وبلغ نفوذهم كما يذكر المؤرخون شرق شبه الجزيرة العربية وجنوبها، وعندما خشي الرومان على نفوذهم وعلى دولتهم من هذه المملكة الجديدة قام الرومان بشن حرب كبيرة على الأنباط واستطاع الرومان هزيمتهم في الحجر سنة 106م، ولكنهم لم يستوطنوا الحجر بل عادوا إلى الشام، وهكذا تدمرت حضارة الأنباط في الحجر ولم يعد لهم أي ذكر، وظلت الحجر مهجورة زمناً طويلاً.

### فترة ما بعد الأنباط
في سنة 106م تم ضم مملكة الأنباط من قبل الإمبراطورية الرومانية. وبالتالي أصبح جزء من الحجاز والذي يشمل الحجر تحت إدارتهم.
مؤخراً تم اكتشاف نقش روماني في الحجر يعود إلى 175 - 177م.
تحول طريق التجارة من كونه مساراً بريّاً يصل بين شمال شبه الجزيرة العربية وجنوبها إلى أن أصبح مساراً بحريّاً وذلك عبر البحر الأحمر، مما أدّى إلى انخفاض أهميتها التجاريّة بعد أن كانت مركزاً للتجارة، إلى أن تمّ التخلي عنها لاحقاً. هناك دراسات أثرية افترضت أن الموقع قد فقد وظائفه الحضرية في بدايات أواخر العصور القديمة، ويعود ذلك إلى عملية التصحر في المنطقة.
مؤخراً تم اكتشاف أدلة على أن الفيالق الرومانية في عهد تراجان سيطرت على مدائن صالح، لزيادة نفوذها في المقاطعة العربية.
يبقى تاريخ الحجر منذ انهيار الإمبراطورية الرومانية حتى ظهور الإسلام غير معروف، في سنة 9 هـ الموافقة لسنة 630م مر عليها النبي محمد أثناء توجهه لغزوة تبوك. بعد ظهور الإسلام وانتشاره عادت الحركة إلى الحجر، كما تم ذكرها في القرون اللاحقة من قِبَل المسافرين والحجاج في طريقهم إلى مكة، حيث كانت الحجر تخدم كمحطة للاستراحة بها والتزوّد بالماء والطعام، وقد ذكرها العديد من الرحالة العرب كالمقدسي وياقوت الحموي وإبراهيم بن شجاع، وابن بطوطة الذي أشار في القرن الرابع عشر الميلادي إلى الصخور والأضرحة الموجودة فيها، ولكنّه لم يشر إلى الأنشطة البشرية هناك.
تحت الحكم العثماني والذي بدأ في القرن السادس عشر، تم بناء حصن فيها في الفترة ما بين 1744 - 1757م، والذي كان ذلك جزءاً لسلسلة من التحصينات تم بناؤها من أجل حماية طريق الحج إلى مكة.

### المدائن في القرن العشرين
منذ القرن التاسع عشر استُخدِمت الآبار القائمة لزراعة المنطقة بشكل دوري من قبل المستوطنين في تيماء المجاورة لها، واستمر هذا حتى القرن العشرين، عندما تم بناء سكة حديد الحجاز (1901 - 1908م) التي كانت تمرّ من خلال الموقع بأمرٍ من السلطان العثماني عبد الحميد الثاني، لربط دمشق والقدس في الشمال الغربي بالمدينة المنورة، لتسهيل رحلة الحج، بالإضافة إلى أمور سياسية واقتصادية لتعزيز الإدارة العثمانية على مراكز العقيدة الإسلامية. بُنِيت محطة مدائن صالح شمال الحجر، وقد عملت على زيادة إمكانية الوصول للموقع. لاحقاً تم تدمير السكة من قِبل الإنجليز خلال الثورة العربية أثناء الحرب العالمية الأولى.
استمرت عدة دراسات أثرية في الموقع للفترة منذ بداية الحرب العالمية الأولى إلى توحيد المملكة العربية السعودية في 1932، إلى أن وصلت إلى الستينيات الميلادية. لاحقاً تم ترميم محطة سكة الحديد، وتتكون من 16 مبنى موزعاً على خط السكة بطول 400 متر تقريباً، وتضم مباني للإدارة والمخازن ومركزاً للشرطة ومركزاً صحياً وإقامة للعاملين في المحطة واستراحات للزوار، كما تتضمن محطة لصيانة القاطرات وورشة للصيانة ومخازن الحطب والطاقة.
بحلول نهاية فترة الستينيات الميلادية عملت الحكومة السعودية برنامجاً لتحسين أسلوب حياة قبائل البدو الرحل التي تقطن المنطقة. وكان البرنامج يقترح استقرارهم في المنطقة مع إعادة استخدام الآبار الموجودة والاشتغال بالزراعة، ولكن مع اكتساب الموقع هويته الرسمية كموقع أثري سنة 1972 أدّى إلى توطين البدو نحو الشمال خارج حدود الموقع، وشمل ذلك تطوير الأراضي الزراعية الجديدة والآبار التي حفرت حديثاً، للحفاظ على المنطقة.

## الحِجْر في الإسلام

### قوم ثمود في القرآن

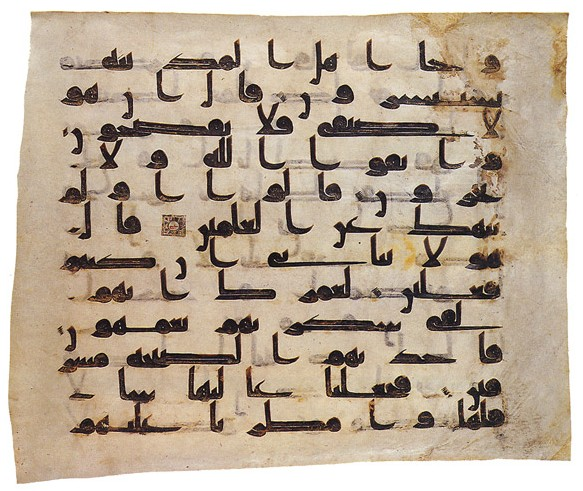
آيات من سورة الحِجْر بالخط الكوفي.

الثموديون هم أول من سكن الحجر وأول من نحت المنازل في الصخور وجاء بعدهم الأنباط. جاء ذكر الحِجْر وقصة قوم ثمود في القرآن في أكثر من سورة، حيث يذكر أن الثموديين تميّزوا بالقوة وكانوا يتخذون من الجبال بيوتاً عن طريق النّحت، فقد ورد في القرآن ﴿وَثَمُودَ الَّذِينَ جَابُوا الصَّخْرَ بِالْوَادِ ۝٩﴾ [الفجر:9]، وأرسل الله إليهم نبيّه صالح، حيث دعاهم إلى عبادة الله وترك عبادة الأصنام ولكنهم لم يؤمنوا به، ومع استمرار دعوته لهم، طلبوا منه أن يخرج لهم ناقة من صخرة كبيرة لديهم، وأنهم سوف يؤمنون إذا نفّذ هذا الأمر، فدعا الله أن يُخرج الناقة واستجاب الله له.
﴿وَإِلَىٰ ثَمُودَ أَخَاهُمْ صَالِحًا ۗ قَالَ يَا قَوْمِ اعْبُدُوا اللَّهَ مَا لَكُم مِّنْ إِلَٰهٍ غَيْرُهُ ۖ قَدْ جَاءَتْكُم بَيِّنَةٌ مِّن رَّبِّكُمْ ۖ هَٰذِهِ نَاقَةُ اللَّهِ لَكُمْ آيَةً ۖ فَذَرُوهَا تَأْكُلْ فِي أَرْضِ اللَّهِ ۖ وَلَا تَمَسُّوهَا بِسُوءٍ فَيَأْخُذَكُمْ عَذَابٌ أَلِيمٌ﴾ (سورة الأعراف، الآية: 73)
فاستجابوا لدعوة نبي الله صالح، ثم ارتدوا عن دينهم وعقروا الناقة التي أرسلها الله لهم آية وتحدَّوه أن يأتيهم بالعذاب فأهلكهم الله بالصيحة، وكانت الناقة في يوم تشرب جميع الماء الموجود في البئر، وتسقي في اليوم التالي كل سكان الحجر من لبنها، وبعد مدة من الزمن قرر قوم ثمود قتل الناقة، وعندما قتلوها أهلكهم الله جميعاً بالصيحة، ونجا نبيّه صالح ومن آمن معه من قوم ثمود، ومن ثمّ رحل صالح ومن معه من المؤمنين إلى مكة المكرمة.
من الآيات التي ذكرت في القرآن عن الحِجْر:
- ﴿وَلَقَدْ كَذَّبَ أَصْحَابُ الْحِجْرِ الْمُرْسَلِينَ ۝٨٠ وَآتَيْنَاهُمْ آيَاتِنَا فَكَانُوا عَنْهَا مُعْرِضِينَ ۝٨١ وَكَانُوا يَنْحِتُونَ مِنَ الْجِبَالِ بُيُوتًا آمِنِينَ ۝٨٢ فَأَخَذَتْهُمُ الصَّيْحَةُ مُصْبِحِينَ ۝٨٣ فَمَا أَغْنَى عَنْهُمْ مَا كَانُوا يَكْسِبُونَ ۝٨٤﴾ (سورة الحجر، الآية: 80 - 84)
- ﴿كَذَّبَتْ ثَمُودُ الْمُرْسَلِينَ، إِذْ قَالَ لَهُمْ أَخُوهُمْ صَالِحٌ أَلَا تَتَّقُونَ، إِنِّي لَكُمْ رَسُولٌ أَمِينٌ، فَاتَّقُوا اللَّهَ وَأَطِيعُونِ، وَمَا أَسْأَلُكُمْ عَلَيْهِ مِنْ أَجْرٍ إِنْ أَجْرِيَ إِلَّا عَلَى رَبِّ الْعَالَمِينَ، أَتُتْرَكُونَ فِي مَا هَاهُنَا آمِنِينَ، فِي جَنَّاتٍ وَعُيُونٍ، وَزُرُوعٍ وَنَخْلٍ طَلْعُهَا هَضِيمٌ، وَتَنْحِتُونَ مِنَ الْجِبَالِ بُيُوتًا فَارِهِينَ، فَاتَّقُوا اللَّهَ وَأَطِيعُونِ، وَلَا تُطِيعُوا أَمْرَ الْمُسْرِفِينَ، الَّذِينَ يُفْسِدُونَ فِي الْأَرْضِ وَلَا يُصْلِحُونَ، قَالُوا إِنَّمَا أَنْتَ مِنَ الْمُسَحَّرِينَ، مَا أَنْتَ إِلَّا بَشَرٌ مِثْلُنَا فَأْتِ بِآيَةٍ إِنْ كُنْتَ مِنَ الصَّادِقِينَ، قَالَ هَذِهِ نَاقَةٌ لَهَا شِرْبٌ وَلَكُمْ شِرْبُ يَوْمٍ مَعْلُومٍ، وَلَا تَمَسُّوهَا بِسُوءٍ فَيَأْخُذَكُمْ عَذَابُ يَوْمٍ عَظِيمٍ، فَعَقَرُوهَا فَأَصْبَحُوا نَادِمِينَ، فَأَخَذَهُمُ الْعَذَابُ إِنَّ فِي ذَلِكَ لَآيَةً وَمَا كَانَ أَكْثَرُهُمْ مُؤْمِنِينَ، وَإِنَّ رَبَّكَ لَهُوَ الْعَزِيزُ الرَّحِيمُ﴾ (سورة الشعراء، الآية: 141 - 159)

### في السُّنَّة
- عن عبد الله بن عمر قال: «لما نزل رسول الله ﷺ بالناس على تبوك نزل بهم الحِجْر عند بيوت ثمود، فاستقى الناس من الآبار التي كانت تشرب منها ثمود، فعجنوا منها ونصبوا القدور فأمرهم رسول الله فأهرقوا القدور، وعلفوا العجين الإبل، ثم ارتحل بهم حتى نزل بهم على البئر التي كانت تشرب منها الناقة، ونهاهم أن يدخلوا على القوم الذين عذبوا، وقال: إني أخشى أن يصيبكم مثل ما أصابهم فلا تدخلوا عليهم».[48]
- عن عبد الله بن عمر قال: «قال رسول الله ﷺ وهو بالحِجْر: لا تدخلوا على هؤلاء المعذبين إلا أن تكونوا باكين، فإن لم تكونوا باكين فلا تدخلوا عليهم أن يصيبكم مثل ما أصابهم». وفي بعض الروايات «أن النبي محمد لما مَرَّ بمنازلهم قنع رأسه، وأسرع راحلته، ونهى عن دخول منازلهم إلا أن تكونوا باكين». وفي رواية: «فإن لم تبكوا فتباكوا، خشية أن يصيبكم مثل ما أصابهم».[48]
- عن عمرو بن سعد (وقيل: عامر بن سعد) قال: «لما كان في غزوة تبوك، فسارع الناس إلى أهل الحجر يدخلون عليهم، فبلغ ذلك رسول الله ﷺ، فنادى في الناس: الصلاة جامعة. قال: فأتيت النبي ﷺ، وهو ممسك بعيره، وهو يقول: ما تدخلون على قوم غضب الله عليهم؟ فناداه رجل: نعجب منهم يا رسول الله. قال: أفلا أنبئكم بأعجب من ذلك؟ رجل من أنفسكم ينبئكم بما كان قبلكم، وما هو كائن بعدكم فاستقيموا وسددوا، فإن الله لا يعبأ بعذابكم شيئاً، وسيأتي قوم لا يدفعون عن أنفسهم بشيء».[48]

## الجغرافيا
تقع مدائن صالح على بعد 22 كم شمال شرق مدينة العلا، و400 كم شمال غرب المدينة المنورة و500 كم إلى الجنوب الشرقي من البتراء الواقعة في الأردن، وتقع تحديداً عند دائرة عرض 47 ـ 26 شمالاً، وخط طول 53 ـ 37 شرقاً. يقع الموقع الأثري على منطقة سهلية، عند سفح هضبة من البازلت التي تشكل الجزء الجنوبي الشرقي من جبال الحجاز. الأجزاء الغربية والشمالية الغربية للموقع، تحتوي على المياه الجوفية التي يمكن الوصول إليها على عمق 20 متراً تقريباً. يتميز الموقع بطبيعته الصحراوية التي تتسم بالنتوءات الواقعة على الصخور بمختلف الأحجام والارتفاعات.
تتميز منطقة مدائن صالح بالتكوينات الصخرية، كما أنها تتميز أيضاً بتنوّع ألوان صخورها الرملية بين الأحمر والأصفر والأبيض. بالإضافة إلى أن الموقع محاط بالكثبان الرملية من جميع الجهات.
| البيانات المناخية لـمدائن صالح (الحِجْر) | البيانات المناخية لـمدائن صالح (الحِجْر) | البيانات المناخية لـمدائن صالح (الحِجْر) | البيانات المناخية لـمدائن صالح (الحِجْر) | البيانات المناخية لـمدائن صالح (الحِجْر) | البيانات المناخية لـمدائن صالح (الحِجْر) | البيانات المناخية لـمدائن صالح (الحِجْر) | البيانات المناخية لـمدائن صالح (الحِجْر) | البيانات المناخية لـمدائن صالح (الحِجْر) | البيانات المناخية لـمدائن صالح (الحِجْر) | البيانات المناخية لـمدائن صالح (الحِجْر) | البيانات المناخية لـمدائن صالح (الحِجْر) | البيانات المناخية لـمدائن صالح (الحِجْر) | البيانات المناخية لـمدائن صالح (الحِجْر) |
| الشهر                                  | يناير                                  | فبراير                                 | مارس                                   | أبريل                                  | مايو                                   | يونيو                                  | يوليو                                  | أغسطس                                  | سبتمبر                                 | أكتوبر                                 | نوفمبر                                 | ديسمبر                                 | المعدل السنوي                          |
| -------------------------------------- | -------------------------------------- | -------------------------------------- | -------------------------------------- | -------------------------------------- | -------------------------------------- | -------------------------------------- | -------------------------------------- | -------------------------------------- | -------------------------------------- | -------------------------------------- | -------------------------------------- | -------------------------------------- | -------------------------------------- |
| متوسط درجة الحرارة الكبرى °م (°ف)      | 19 (66)                                | 22 (72)                                | 24 (75)                                | 29 (84)                                | 32 (90)                                | 35 (95)                                | 35 (95)                                | 35 (95)                                | 34 (93)                                | 31 (88)                                | 25 (77)                                | 20 (68)                                | 28 (83)                                |
| متوسط درجة الحرارة الصغرى °م (°ف)      | 6 (43)                                 | 8 (46)                                 | 11 (52)                                | 15 (59)                                | 19 (66)                                | 22 (72)                                | 23 (73)                                | 23 (73)                                | 21 (70)                                | 17 (63)                                | 12 (54)                                | 8 (46)                                 | 15 (60)                                |
| الهطول مم (إنش)                        | 8 (0.3)                                | 4 (0.2)                                | 10 (0.4)                               | 7 (0.3)                                | 3 (0.1)                                | 0 (0)                                  | 0 (0)                                  | 0 (0)                                  | 0 (0)                                  | 5 (0.2)                                | 16 (0.6)                               | 8 (0.3)                                | 61 (2.4)                               |
| المصدر: weather2travel.com             |                                        |                                        |                                        |                                        |                                        |                                        |                                        |                                        |                                        |                                        |                                        |                                        |                                        |

## العمارة

### النحت
تتميّز المدافن النبطية في مدائن صالح كونها ليست مبنية وإنما محفورة في الصخور الرملية، والذي ساهم في سهولة عملية النحت والحفر، كون تلك الصخور غير صلبة ولكنها تتأثر بعوامل التعرية. تتباين ألوان الصخور من الأحمر إلى الأبيض حسب عمرها، حيث يعود تاريخ الصخور الحمراء إلى العصر الكمبري، بينما تعود الصخور البيضاء إلى العصر الأردوفيشي، وتتطابق هذه الصخور مع تلك التي استخدمها الأنباط في البتراء، وهناك عدة تحليلات قام بها خبراء في علم الآثار لتفسير أسلوب النحت المتبع فرأوا أن العملية تمت من الأعلى إلى الأسفل، وبما أن أصحاب تلك المدافن من الطبقة الحاكمة أو من أثرياء الأنباط، فكانت هنالك معايير قبل عملية النحت، حيث يتم اختيار موقع المدفن فكلما كان قريباً من ناحية المساكن كان أكثر تكلفة ويقل كلما تباعد عنها، وارتفاع الصخرة وجودتها كانت من تلك المعايير أيضاً، فالصخور التي تخلو من الصدوع والشقوق تعمل على إبراز تفاصيل النقوش كالشرفات المدرّجة التي تعرف بسلّم الغراب، والكورنيش على النمط المصري والعتب وتيجان الأعمدة التي يتم نحتها على الصخور الجيدة، ولكن أحياناً يتعذّر على النحات معرفة جودة الصخرة في البداية ليتم اكتشافها لاحقاً أثناء النحت، كما يتم تحديد ارتفاع المدفن بشكل دقيق وذلك بحسب الأدوات المتوفرة لديهم، وعندما لا تكون هنالك طبقة طبيعية ناتئة في الصخر يتم نحت قناة أفقية في الصخرة فوق أعلى نقطة في الواجهة المنحوتة، لتمنع من تساقط الأمطار على الواجهة،
هناك تناسب بين طول واجهة المدفن وعرضه حيث أن ارتفاع المدفن يتحدد بناءً على عرضه، وبالنسبة للمدافن الكبيرة فكان يعمل عليها عدد من النحاتين سواءً كانوا اثنان أو أكثر من ذلك، فيعمل كل واحد في طرف بحيث يتم الالتقاء في منتصف الواجهة، وتختلف كمية الصخور التي يتم نحتها قبل الوصول للواجهة من مدفن إلى آخر، وكان النحاتون يستعملون المنصات الطبيعية المتكونة نتيجة اختلاف مستوى طبقات التكوين الصخري ليقفوا عليها، وعادةً ما يقوم النحّات بالانتهاء من جميع تنفيذ جميع تفاصيل النحت التي تتم في الواجهة من زخارف قبل النزول للأسفل، كما يتم إعداد اللوحة التي يُكتب عليها النص التأسيس ويتم عادة قطعها فوق المدفن، ولكن الكتابة غالباً ما تتم من قِبل كاتب مختص، ويشترك العمّال في تنفيذ أعمال النحت تحت إشراف رئيس النحاتين وأحياناً اثنان من النحاتين ترِد أسماؤهم تحت النص التأسيسي للمدفن، وهناك مجموعة من النحاتين ينتسبون لعائلة واحدة ظهر ذلك من خلال كتابة أسمائهم على عدد من اللوحات، ومن أشهرهم شخص اسمه «أفتح» حيث قام بتنفيذ خمسة مدافن وساهم في اثنين آخرين. هناك بعض العناصر التي عُملت على الواجهة تمت من قبل أشخاص مختصين بذلك ويتم تنفيذ تلك العناصر سواء بشكل مباشر على الصخرة أو بنحتها بشكل منفصل ومن ثم إلحاقها بالمكان المخصص لها في الواجهة. يتم عمل الأسطح الملساء التي تتميز بها الواجهات رأسياً بواسطة معول مستدق الرأس من الطرفين أو الإزميل وهو وتد حديدي مدبب من أحد الطرفين ومسطح في الآخر يتم العمل به عن طريق طرقه بمطرقة.

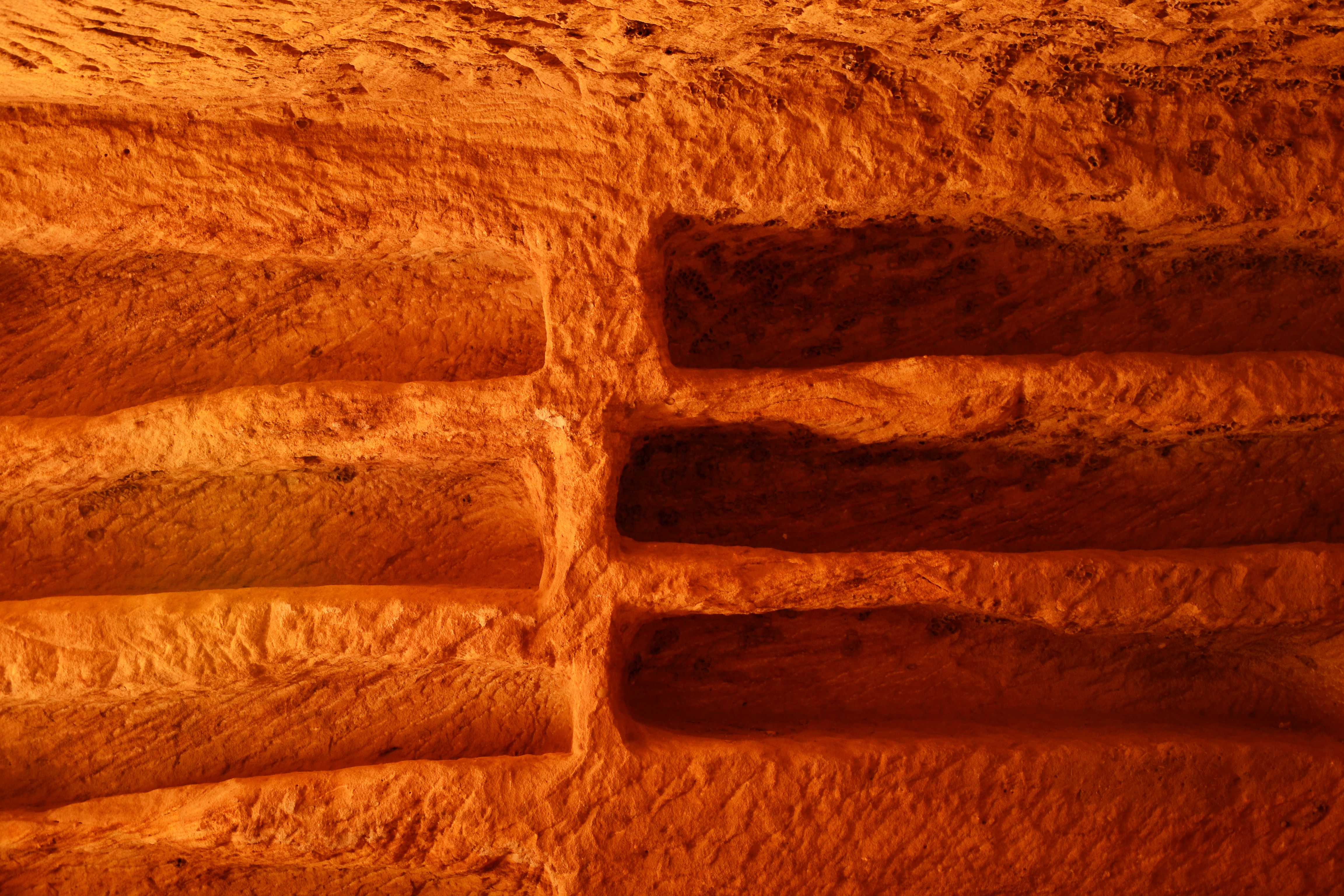
حجرة مدفن من الداخل، والمدفن يكون بأحد ثلاثة أشكال، إما كوة أو حفرة أو حجرة مصمتة.

هناك أجزاء من الواجهة مثل المساحة بين الشرفات والعتب والعارضة أسفل تاج العمود يتم تجصيصها ودهنها بلون أسود أو أحمر، حيث أن هناك عدد من المدافن لا تزال تحتفظ بآثار الجص المستخدم. كان النحاتون يستخدمون بالإضافة إلى أدوات النحت والحفر أدوات القياس، ومنها مقياس الخط العمودي، وشاقول تحديد الاستواء، والمربع، والحبل، وأحياناً الفرجار. هناك عدد من المدافن غير المكتملة في الموقع، ويعود معظمها لنواحٍ فنية على ما يبدو، إمّا أن يكون بسبب أن النحات قد واجه طبقة ملحية أتت من سطح الأرض، وإما أن يكون بسبب شق في الصخرة لم يظهر في بداية العمل بالنحت، أو ظهور طبقة تحتوي على الكثير من الحصى.
العنصر الآخر في المدفن هو حُجرة الدفن ويتم حفرها في الصخرة خلف الواجهة، وحجرات الدفن لا تكون عادة بنفس مستوى ارتفاع الواجهات، ومستوى سقف الغرفة يكون متوافقاً مع العتبة العليا للباب، والأداة الوحيدة المستخدمة داخل المدافن كانت المعول مستدق الطرفين، ويوجد عدد من حجرات المدافن غير المكتملة، وربما يعود ذلك كون صاحب المدفن يهتم بالواجهة الخارجية أكثر من الحجرة الداخلية، ومكان الدفن المنحوت داخل الحجرة يتكوّن من ثلاثة أنواع، كوّة أو حفرة أو حجرة مصمتة، وكان ينفذ عندما يتوفى أحد أفراد العائلة، وحين يكون المكان في شكل حجرة فهي تُحفر بحسب حجم الشخص المتوفّى، وعادة ما تكون حجرات الدفن غير منتظمة.
قام الباحث جان كلود بيساك بتقدير الفترة المطلوبة لتنفيذ مدفن متوسط الحجم بسنة وشهرين، وتستغرق عملية حفر الواجهة المدة الأطول التي قد تستغرق سبعة أشهر، أما حجرة المدفن فتستغرق ما بين أربعة إلى خمسة أشهر وهي تقريباً نفس المدة التي تتطلبها عملية نحت التفاصيل.

### الكتابات والنقوش

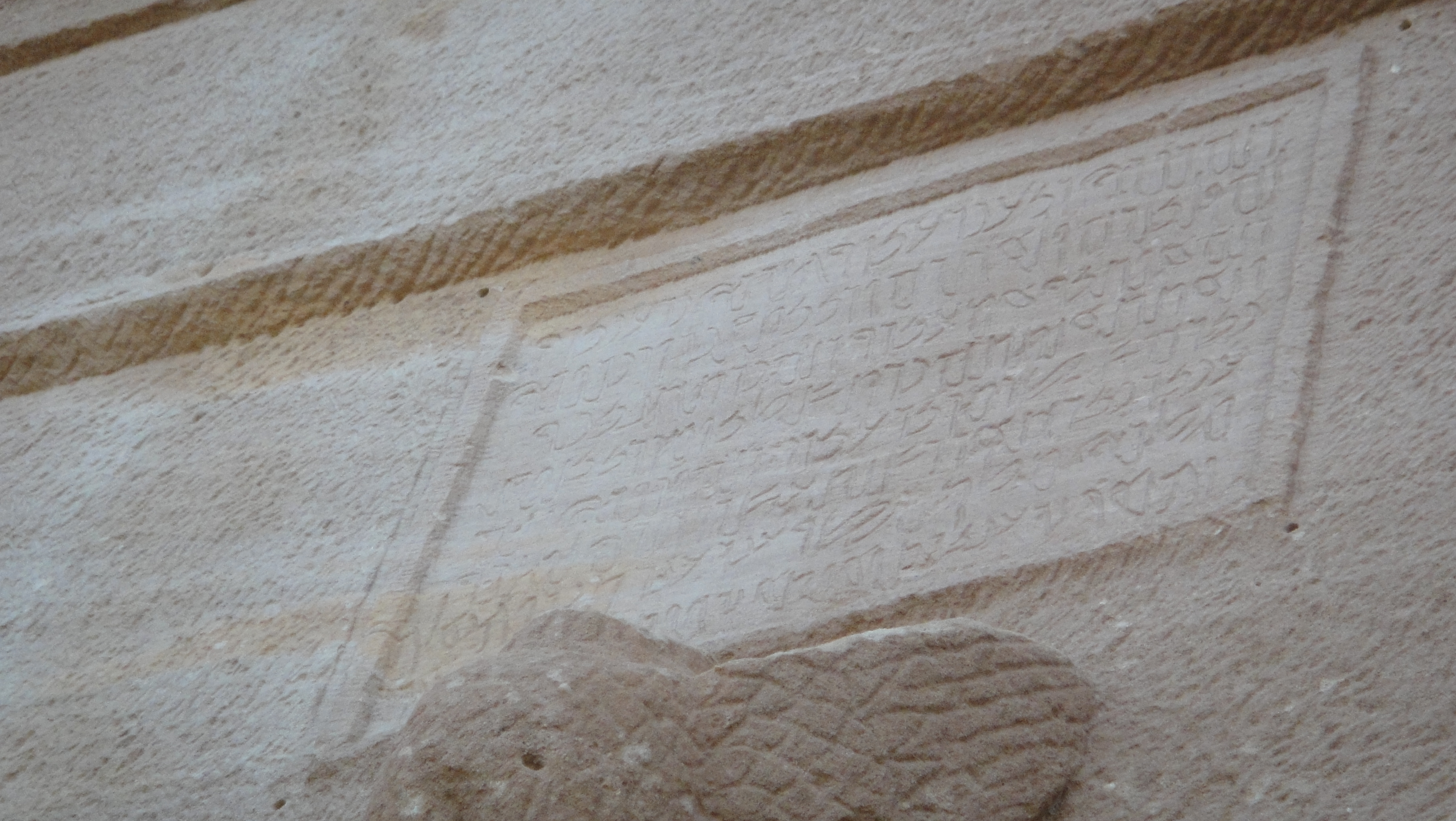
كتابة باللغة العربية بالأبجدية نبطية منقوشة على أحد الأضرحة.

تتنوع الكتابات الموجودة في مدائن صالح، فهناك العربية الجنوبية، واللحيانية، والثمودية، والنبطية، واللاتينية، والإسلامية. كما أن مواضيع هذه النقوش تتنوع بين النقوش الدينية والنقوش التأسيسية والنقوش التذكارية، أما أكثر النقوش الموجودة في الموقع فهي النقوش الملكية. تنتشر في الموقع النقوش النبطية كون الموقع وصل لأوج ازدهاره فترة العصر النبطي، وهي تنتشر على واجهات الجبال، وكذلك في أماكن على واجهات المقابر، وقد تضمنت معلومات عن ملكية المقبرة، وما تحتويه من شروط للدفن فيها من قبل أصحابها وورثتهم، كما أنها تحتوي أيضاً على نصوص يتم فيها تحديد العقوبة التي يجب أن تقع على من يخالف قانون الدفن، وبعض النقوش مؤرخة كما تحتوي على اسم النحّات.

## المواقع الأثرية

### واجهات المقابر المنحوتة

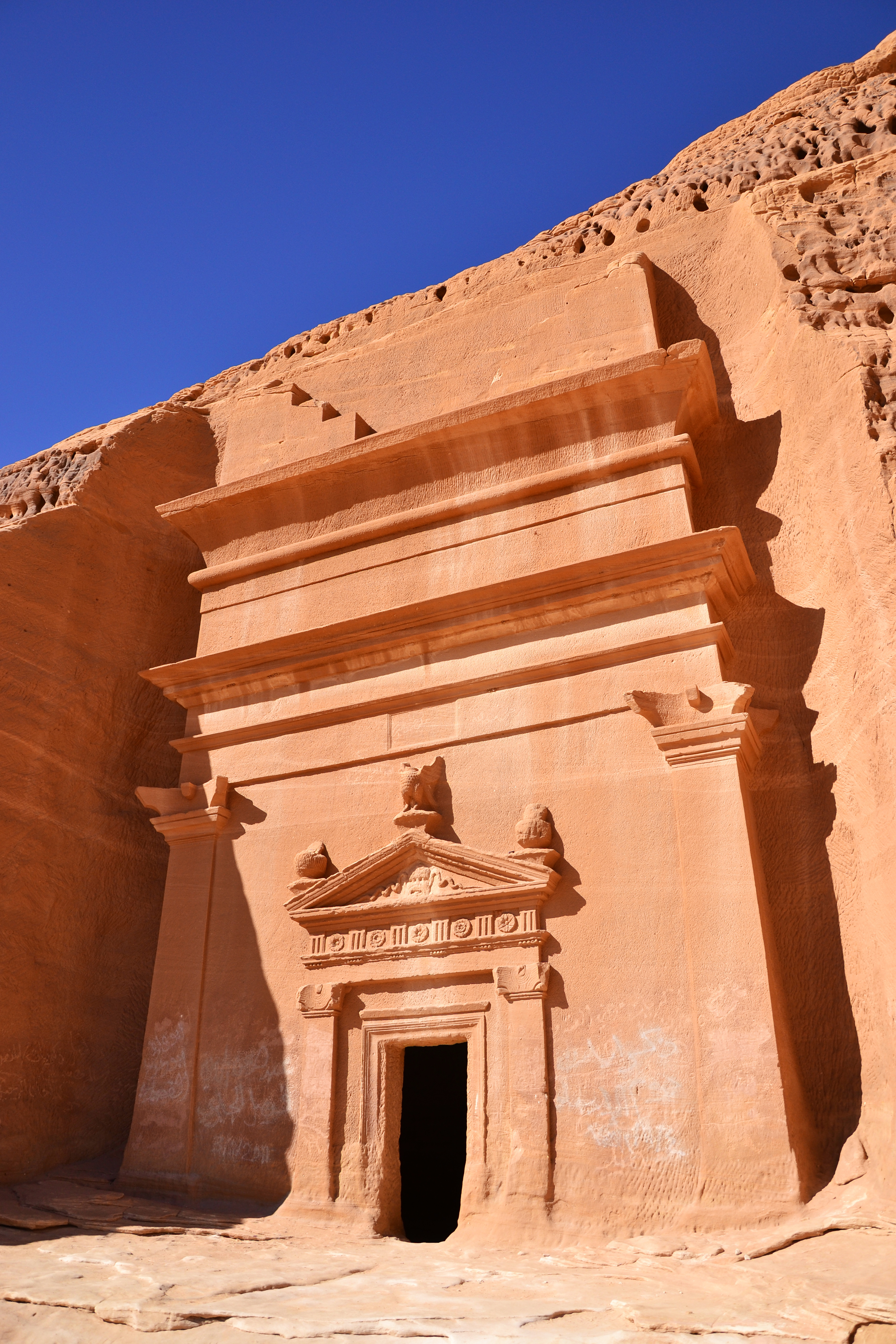
واجهة أحد المدافن بتفاصيلها وعناصرها المعمارية.

#### مدافن جبل المحجر
تعرف مجموعة مدافن جبل المحجر كذلك باسم (المنطقة أ)، وتقع إلى الشمال من مجموعة مدافن قصر البنت بالقرب من البئر النبطي، وهي عبارة عن ثلاث كُتَل صخرية نُحِتت فيها أربعة عشر مدفناً نبطيّاً، حيث تضم الكتلة الصخرية الأولى منها ستة مدافن، وتضم الثانية خمسة مدافن، بينما تضم الثالثة والمسماة بجبل المحجر ثلاثة مدافن.

#### مدافن قصر البنت
تعرف مجموعة مدافن قصر البنت أيضاً باسم (المنطقة ب)، وتقع إلى الغرب من جبل أثلب، وتتكون من جبلين أحدهما كبير حيث يمتد من الشمال إلى الجنوب ويضم 31 مدفناً، والآخر صغير يقع شمال غربي الجبل الأول ويضم مدفنين في واجهته الشرقية.

#### مدافن الجبل الأحمر
تعرف مجموعة مدافن الجبل الأحمر أيضاً باسم (المنطقة ج)، وتقع إلى الجنوب الغربي من مجموعة مدافن قصر البنت، وإلى الشمال الغربي من منطقة «د»، وتضم كتلتين صخريتين، تحتوي الأولى على 18 مدفناً. بينما تتكون الكتلة الثانية من مدفن واحد فقط، وهي تقع جنوب الكتلة الأولى.

#### مدافن المنطقة «د»
تقع المنطقة «د» شرق منطقة قصر الصانع، حيث تتكون من جبلين في كل واحد منهما مقبرة واحدة فقط. في المدفن (رقم: 109) يظهر بأن العمل قد اكتمل في الغرفة الخاصة بالدفن، بينما الجزء السفلي من واجهة المدفن غير مكتملة. بالنسبة للمدفن (رقم: 111) يظهر بأن واجهته قد اكتملت، بينما غرفة الدفن غير مكتملة.

#### مدافن الخريمات

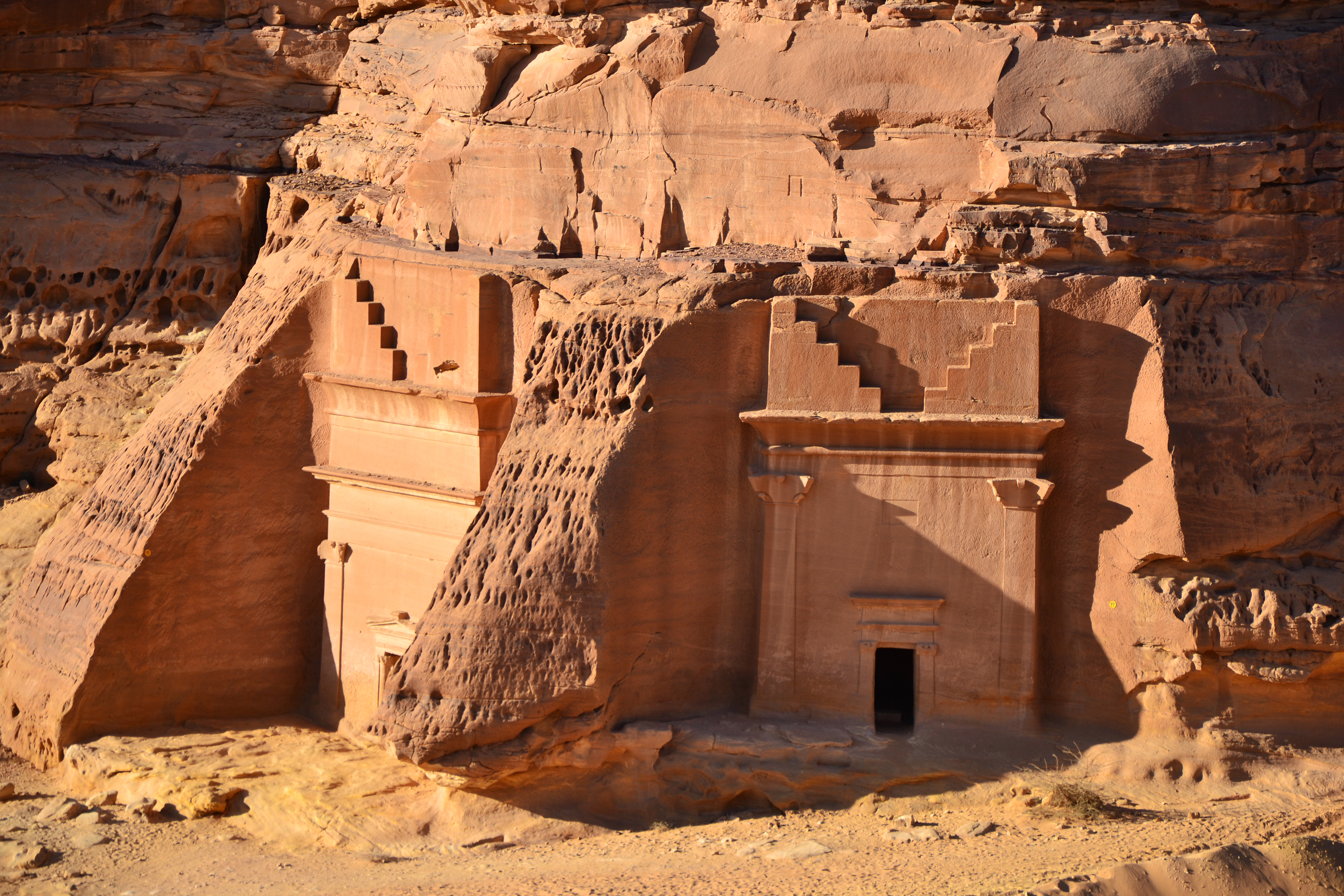
مدافن واقعة ضمن منطقة الخريمات.

تقع منطقة الخريمات جنوب غربي الحِجْر، وتحتوي على 53 مدفناً موزعة على تسعة جبال، وتتميز واجهات المدافن بتعدد العناصر المعمارية والزخرفية، كما أن المنطقة تأثرت بعوامل التعرية والسيول بسبب انخفاض المنطقة. الجبل الأول يضم خمسة مدافن (رقم: 50 - 54)، بينما يضم الجبل الثاني مدفناً وحيداً (رقم: 49)، وكذلك الجبل الثالث الذي يضم مدفناً واحداً (رقم:55)، أما الجبل الرابع فيضم سبعة مدافن (رقم: 56 - 62)، وبالنسبة للجبل الخامس فهو يضم ستة عشر مدفناً (رقم: 63 - 78)، والجبل السادس يضم مدفناً واحداً (رقم: 79)، بالإضافة إلى الجبل السابع الذي يضم ستة عشر مدفناً (رقم: 80 - 95)، والجبل الثامن يضم خمسة مدافن (رقم: 96 - 100)، والجبل التاسع يضم مدفناً واحداً (رقم: 101).

#### قصر الصانع

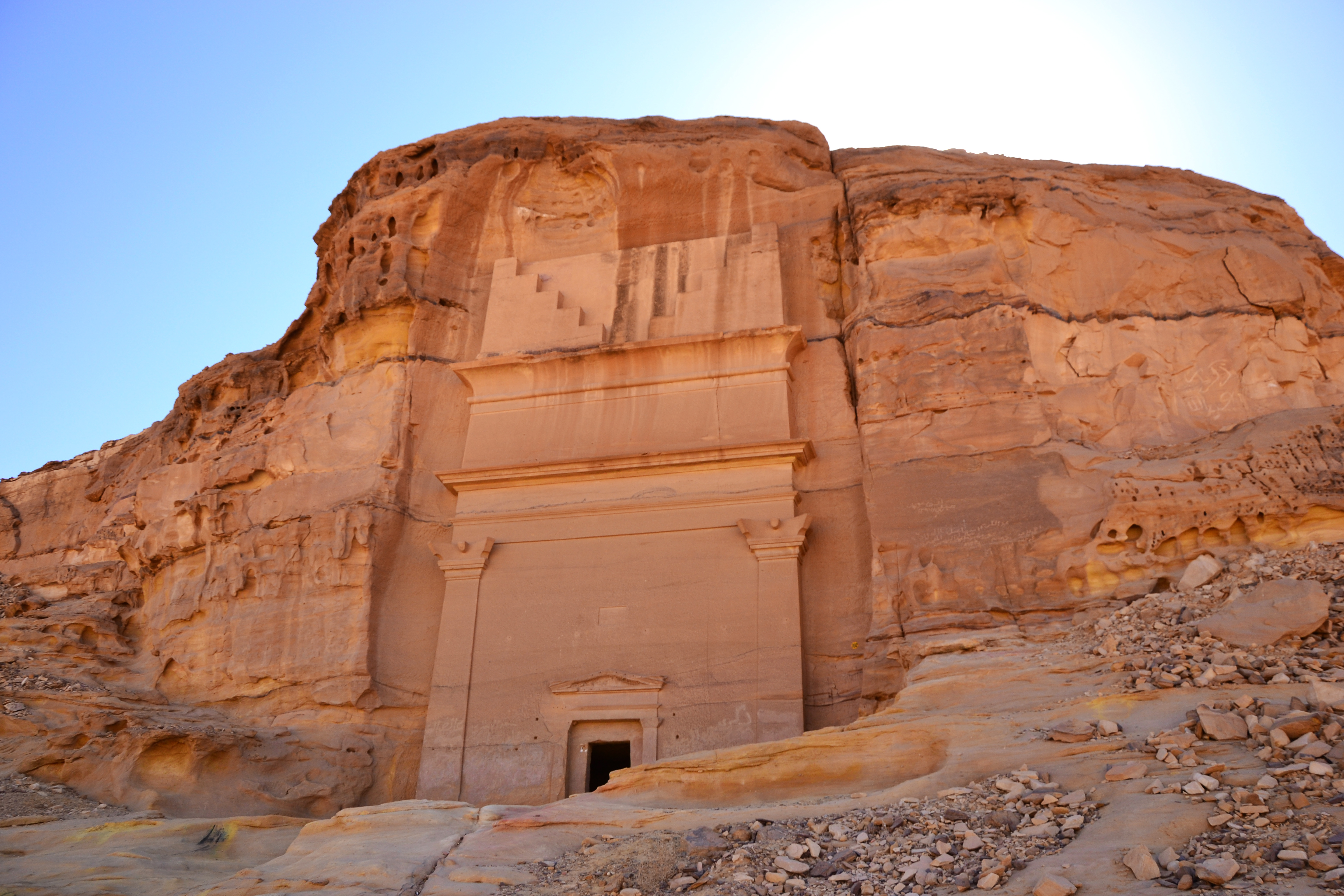
منطقة قصر الصانع تتكون من كتلتين صخريتين.

تقع مجموعة قصر الصانع في الجهة الجنوبية من منطقة الحِجْر، وتتكون من كتلتين صخريتين. الكتلة الغربية تضم مدفناً واحداً يُعرف بقصر الصانع، حيث أن واجهته تعلوها شرفات مدرّجة في أسفلها كورنيش ثم شريط فاصل ثم كورنيش آخر يبرز بشكل أقل عن سابقه، تليه عارضتان يقع بينهما شريط فاصل، وتقع العارضة السفلى على عمودين ذات تيجان نبطية، ويتوسط المدخل الجزء الجنوبي من الواجهة، وعلى جانبه عمودان تيجانهما نبطية. بينما الكتلة الشرقية تحتوي على ستة مدافن وهي بسيطة في نحتها.

#### قصر الفريد

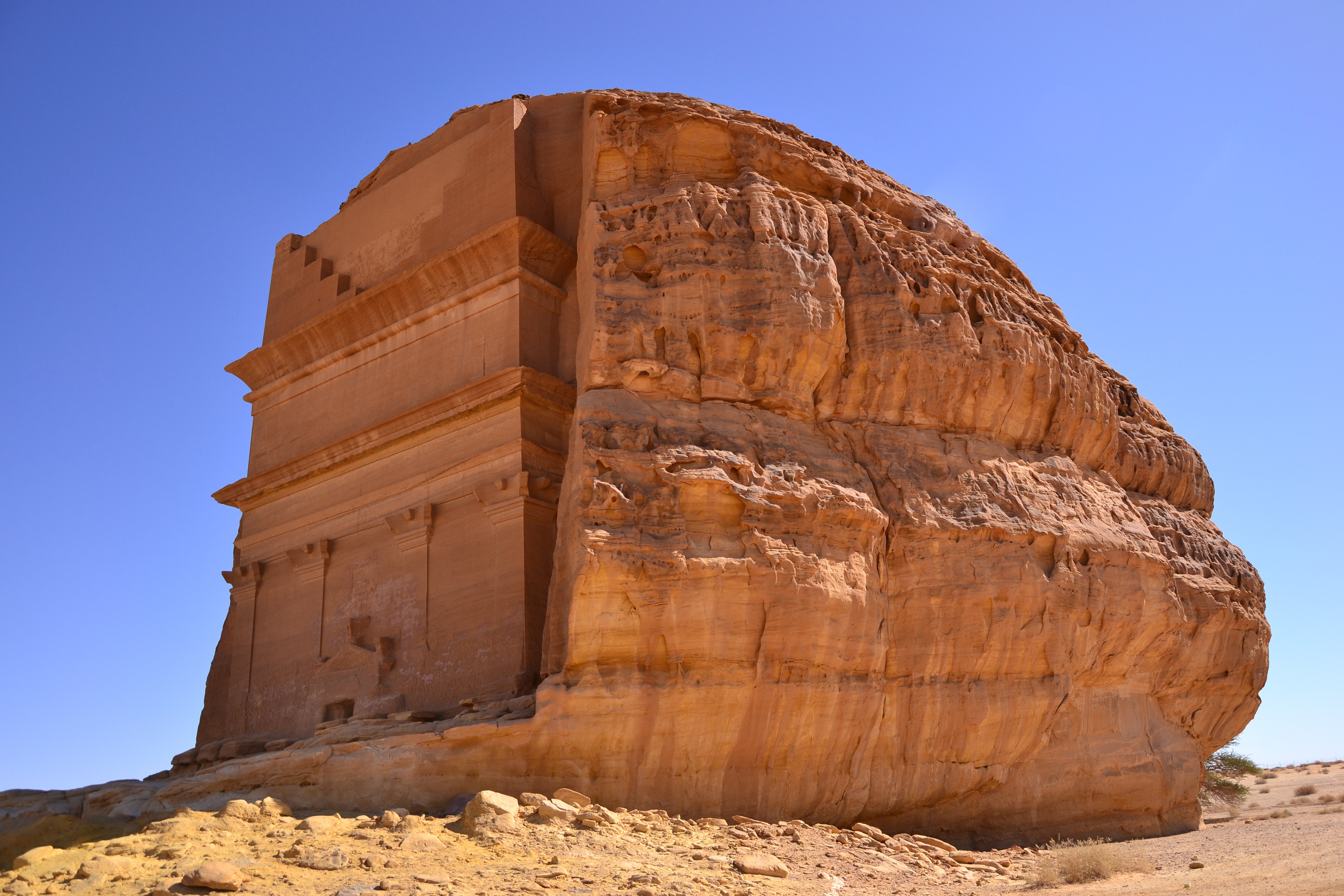
القصر الفريد يتميز كونه يوجد في صخرة منفردة، بالإضافة إلى احتوائه على عناصر في واجهته لا توجد في غيره من المدافن الواقعة حوله.

سمي بالقصر الفريد كونه يقع منفرداً في كتلة صخرية مستقلة، ولتميّزه معماريّاً حيث يتفرّد بوجود عمودين نبطيّين بوسط الجزء السفلي في واجهته الصخرية بالإضافة إلى الأعمدة الجانبية، ولكن المدفن غير مكتمل وخاصة في جزء الواجهة السفلي والبرحة الأمامية للمدخل، والنقش التأسيسي للمدفن غير مؤرخ.
توجد أعلى واجهة المدفن شرفات مدرّجة على الجانبين في أسفلها كورنيش ثم شريط فاصل ثم كورنيش آخر يحتوي على بروز أقل من السابق تليه عارضة، وعلى جانبه عمودين بتيجان نبطية، بالإضافة إلى عمودين آخرين في وسط الواجهة وهو الذي ميّزها عن باقي المدافن، ويتوسط المدخل الجزء السفلي من الواجهة، ومن عناصره المكتملة الإطار العام لكورنيش يظهر أعلاه نحت لنسر فارد جناحيه، بالإضافة إلى منحوتات لآنية تظهر على جانبي الكورنيش، كما يعلوه نقش تأسيسي نصّه «لحيان بن كوزا وذريته».

#### مدافن المنطقة السكنية
تقع مدافن المنطقة السكنية ضمن المنطقة السهلية التي تتوسط الموقع، ويحيط بها سور له آثار باقية من الجهات الشمالية والجنوبية والغربية، تتوسطها رموز دينية بارزة.

### المنطقة الدينية

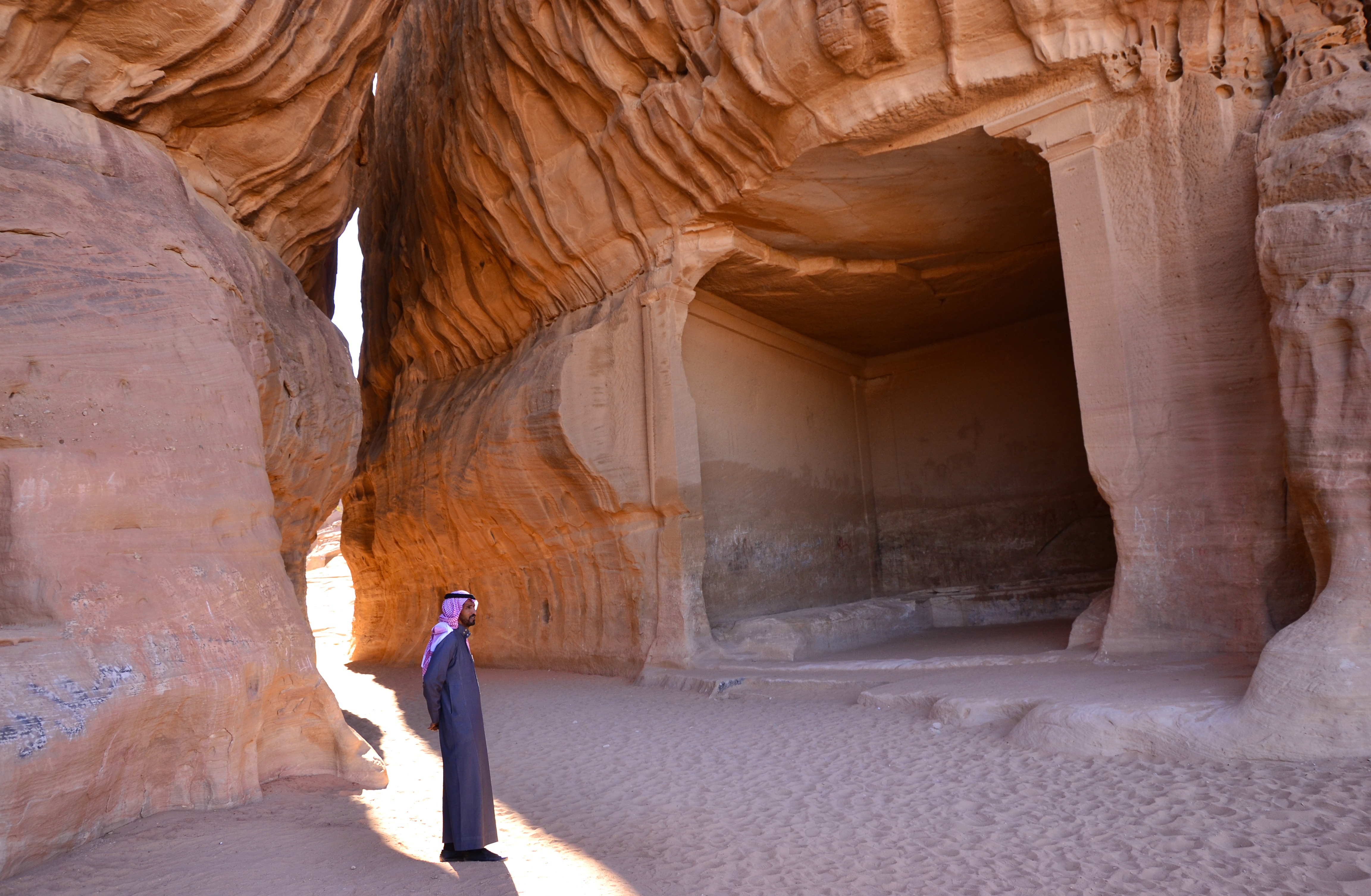
منطقة الديوان ويجاوره ممر يعرف بالسيق.

تقع المنطقة الدينية في الجهة الشمالية للحِجْر وتحديداً في جبال إثلب، وكان قد اتخذها الأنباط مركزاً دينيّاً لهم، وتتكوّن المنطقة من الديوان والمعابد والمحاريب وقصر العجوز. يعتبر الديوان من أهم المنشآت الدينية فيها، وهو مكان مخصص للتجمعات الدينية، ويتكوّن من حجرة في الجبل وهي مستطيلة الشكل، كما أن مدخل الديوان مفتوح وعلى جانبه عمودان ذوا تيجان نبطيّة تعلوهما عارضة، وتوجد بالديوان ثلاث دكات منحوتة ومتصلة ببعضها وهي ترتفع عن سطح الأرض ويتم الصعود إليها عن طريق درج منحوت في جانبي المدخل، كما أن هناك أربعة أعمدة تيجانها نبطية يعلوها إفريز بارز وهي تقع في أركان الديوان، وهناك ممر ضيق مجاور للديوان يعرف بـ «السيق»، حيث تنتشر على جانبيه النقوش والمحاريب.
تنتشر المعابد على مرتفعات جبل إثلب في منطقة الديوان وفي بطن منطقة المنخض الصخري، وهي تمثل المنطقة الدينية التي أنشئت للمعبودات الوثنية الخاصة بأهل الحِجْر. بالنسبة لقصر العجوز فهو معبد أو مركز للكهنة يقع إلى الجنوب من جبل إثلب، يتميز بكون مدخله مفتوح بحجم اتساع الحجرة المنحوتة، يوجد في الجدار الأيمن للحجرة كوَّتان مربعتان، بينما يوجد في الجدار الآخر خمس كوَّات، في يمينها مدخل يصل بحُجرة صغيرة.
تتركز المحاريب في جنوب المنطقة الدينية، وهي من الأمور الدينية التي تتميز بها حضارة الأنباط، حيث تُجسّد فيها رموز معبوداتهم الوثنية، وقد حُفرت المحاريب في صخور تختلف في أشكالها وأحجامها، وهذه المحاريب عبارة عن تجاويب يتقدمها عمودان يحملان قوساً نصف دائري، في وسط كل محراب أو أعلاه نحت بارز يرمز للمعبودات الوثنية، وقد يكون بعض هذه المحاريب لا يحتوي على أي رموز.

### المنطقة السكنية

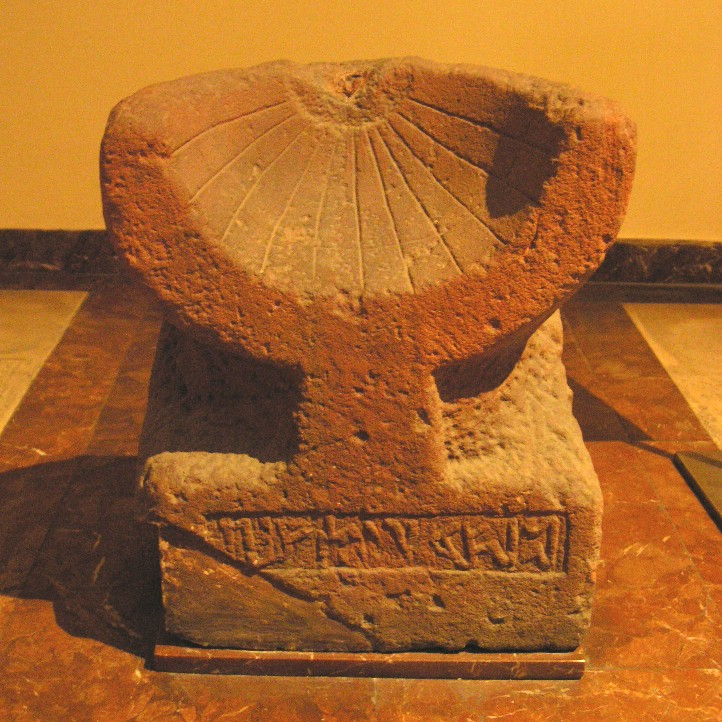
مزولة شمسية منقوشة بالآرامية عُثِر عليها بمدائن صالح، تعود للقرن الأول قبل الميلاد.

تقع المنطقة السكنية في وسط منطقة الحِجْر، في أرض سهلية منبسطة، وقد تم تحديد أسوار تحيط بها من ثلاث جهات، كما كشفت الحفائر عن عدد من المراحل المعمارية التي قامت عليها، مما يدل على عُمق الاستيطان بالمنطقة، حيث تم الكشف عن وحدات معمارية ومبان طينية فوق أساسات حجريّة قامت عليها، وكانت تلك الأحجار تقطع من جبل المحجر وغيره من الجبال المجاورة، وبالإضافة إلى الأساسات فقد كانت الأحجار تستخدم في الأحواض الحجرية والأعمدة وتيجانها. تم العثور في المنطقة السكنية على العديد من الأشياء كالعملات والفخاريات والمساجر والمجامر والدمى وغيرها من الأشياء التي أُرِّخَت في الفترة النبطية.

### الآبار والقنوات المائية
توجد بالموقع مجموعة من الآبار والقنوات المائية، حيث عُثر على أكثر من ستين بئرا محفورة في الصخر، بعضها يصل عمقه لأكثر من ثلاثين متراً، وهي تتمثل بآبار دائرية المقطع يضيق قطرها من الأسفل وبعضها مطوي، فقد عُرِف عن الأنباط عنايتهم بالمياه وحفظها والتحكم بها عن طريق شبكة هندسية دقيقة، وقد ظل بعض هذه الآبار مستخدماً إلى وقتٍ قريب. أما فيما يتعلق بقنوات المياه فقد تم الكشف عن جزء منها، وهي مبنية من الحجر يتصل بعضها بصهاريج كانت تستخدم في تخزين المياه والتي هي الأخرى مبنية من الحجر ومبنية تحت الأرض، وبعض هذه الصهاريج يحتوي على فتحات لاستخراج المياه.

#### البئر النبطية
البئر النبطية عبارة عن بئر عميقة تقع قرب جبل المحجر ومجموعة القبور الموجودة حوله، وهي واحدة من خمسة وستين بئراً اكتشفت بالموقع، وكان قد استخدمها الأنباط في ري مزروعاتهم وسقياهم. حالياً البئر محاطة بسياج معدني يمنع النزول إليها، وهناك مجرى محفور في الصخور الواقعة في الجبل كان يستخدم في توجيه المياه من الجبل إلى البئر.

### مدافن الرجوم الركامية
هنالك مدافن على شكل رجم من الحجارة يتراوح عرضه ما بين متر ونصف إلى عشرة أمتار، بينما يصل ارتفاع بعضها إلى المتر، تحتوي بعضها على دعامات بشكل سرداب. معظم هذه المدافن تقع على قمم التكوينات الصخرية الممتدة في الأجزاء الجنوبية والغربية من مدائن صالح، وقد تم تسجيل أكثر من 325 موقعاً. في 2008م أجريت حفريات أثرية للمدافن، حيث كانت قبل عملية الحفر تبدو كرجم من الحجارة بعرض سبعة أمتار وارتفاع متر، وبعد الحفر ظهر بأن هيكل المدفن عبارة عن مقبرة تتخذ شكل برج قطره 7,30 م يتكون من وحدتين بينهما فاصل بطول 1,90 م مليء بكتل حجرية، ويبدو أن المدفن يعود إلى الألف الثاني أو الثالث قبل الميلاد، حيث أنه يختلف عن الأسلوب النبطي، ويرجح أنه يرتبط بحضارة أخرى.

### طريق الحج الشامي
في العهد العثماني وفي سبيل حماية قوافل الحجاج تم إنشاء عدة قلاع على امتداد الطريق المؤدي إلى بلاد الشام، منها قلعة الحجر العثمانية في مدائن صالح، وهي عبارة عن مبنى مربّع الشكل مكوّن من طابقين، في شمالها يوجد المدخل ويعلوه برج للمراقبة، وهذا المدخل يؤدي إلى فناء داخلي يتوسطه بئر مطوي، وتتوزع حوله الغرف في جهاته الأربع، كما أن هناك مُصلّى صغير يقع في جنوب الفناء. في الطابق العلوي هناك أبراج تتوزع في أركان القلعة، كما تكثر فتحات السهام في الطابق، بالإضافة إلى ذلك توجد في جنوب القلعة بِرْكة تستمدّ ماؤها من البئر الموجودة هناك.

### سكة حديد الحجاز

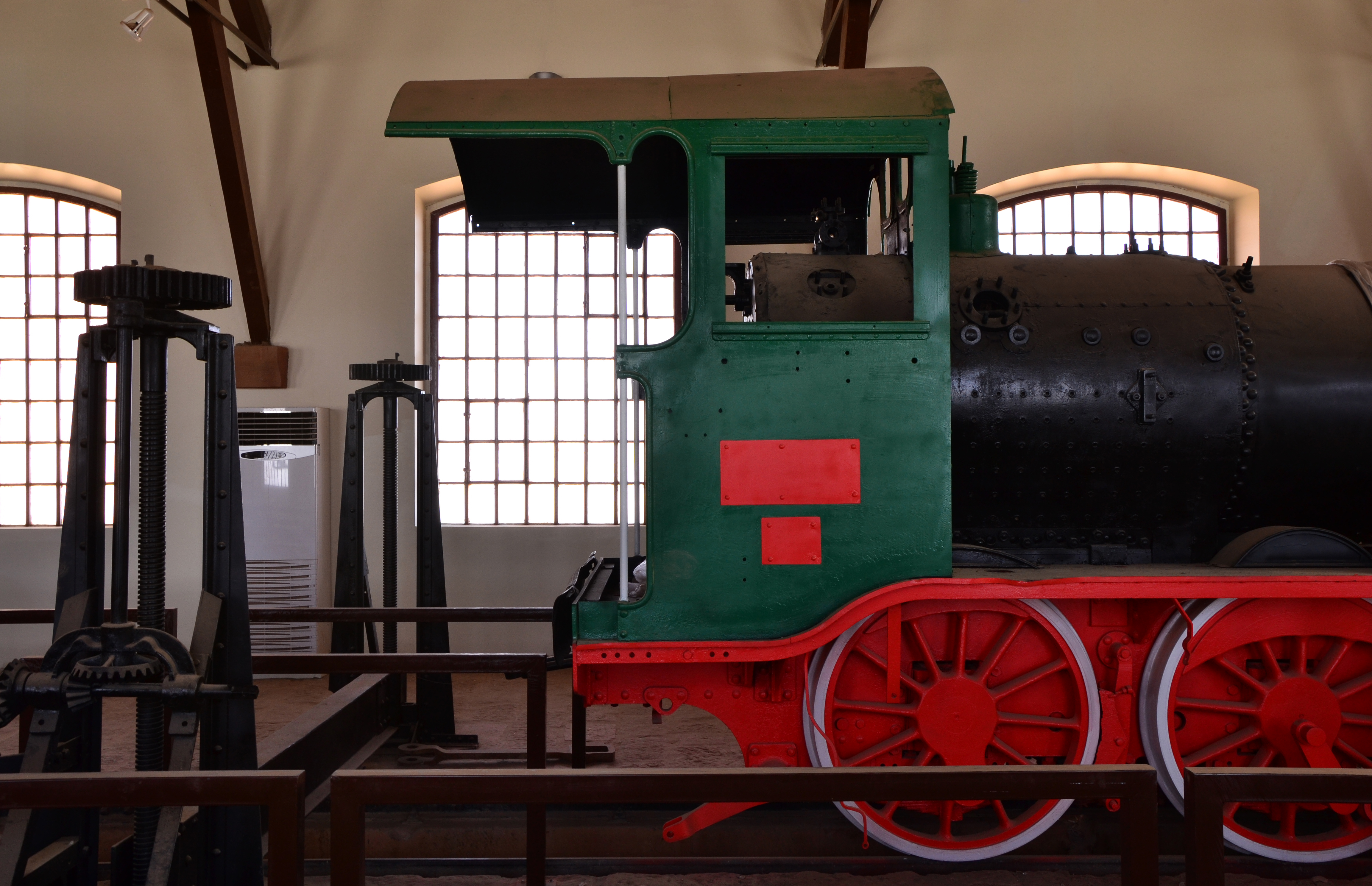
إحدى القاطرات المحفوظة في أحد مباني المحطة.

في بداية القرن الرابع عشر الهجري الموافق للقرن العشرين الميلادي أمر السلطان عبد الحميد الثاني بإنشاء سكة حديد على أن تربط إسطنبول بالمدينة المنورة مروراً ببلاد الشام، وكان قد بدأ المشروع بالحط سنة 1317 هـ الموافقة لسنة 1899م وانتهى سنة 1325 هـ الموافقة بسنة 1907م، حيث كانت مدائن صالح إحدى محطاته الرئيسية، وقد احتوت المحطة على ستة عشر مبنى منها ورشة إصلاح القاطرات، وورشة إصلاح المحرّكات، ومبنيين للحراسة ومخازن للعفش، ومساكن للموظفين، واستراحات ودورات مياه مستقلة بالإضافة إلى خزّان للمياه، ظلّت المحطة مستخدمة إلى أن تعطلت الحركة بالسكة سنة 1336 هـ الموافقة لسنة 1918م.

### آثار قرية الحِجْر
هناك آثار تتكون من بيوت طينية كانت سكناً لأناس من قبيلة عنزة، معظم هذه المباني تتكون من طابق واحد، ولا تشكل نسيجاً عمرانيّاً متصلاً، وذلك كونها تنتشر في أكثر من مكان داخل الموقع، وهي تمثّل أسلوب العمارة في الحِجْر في الماضي القريب.

## السياحة

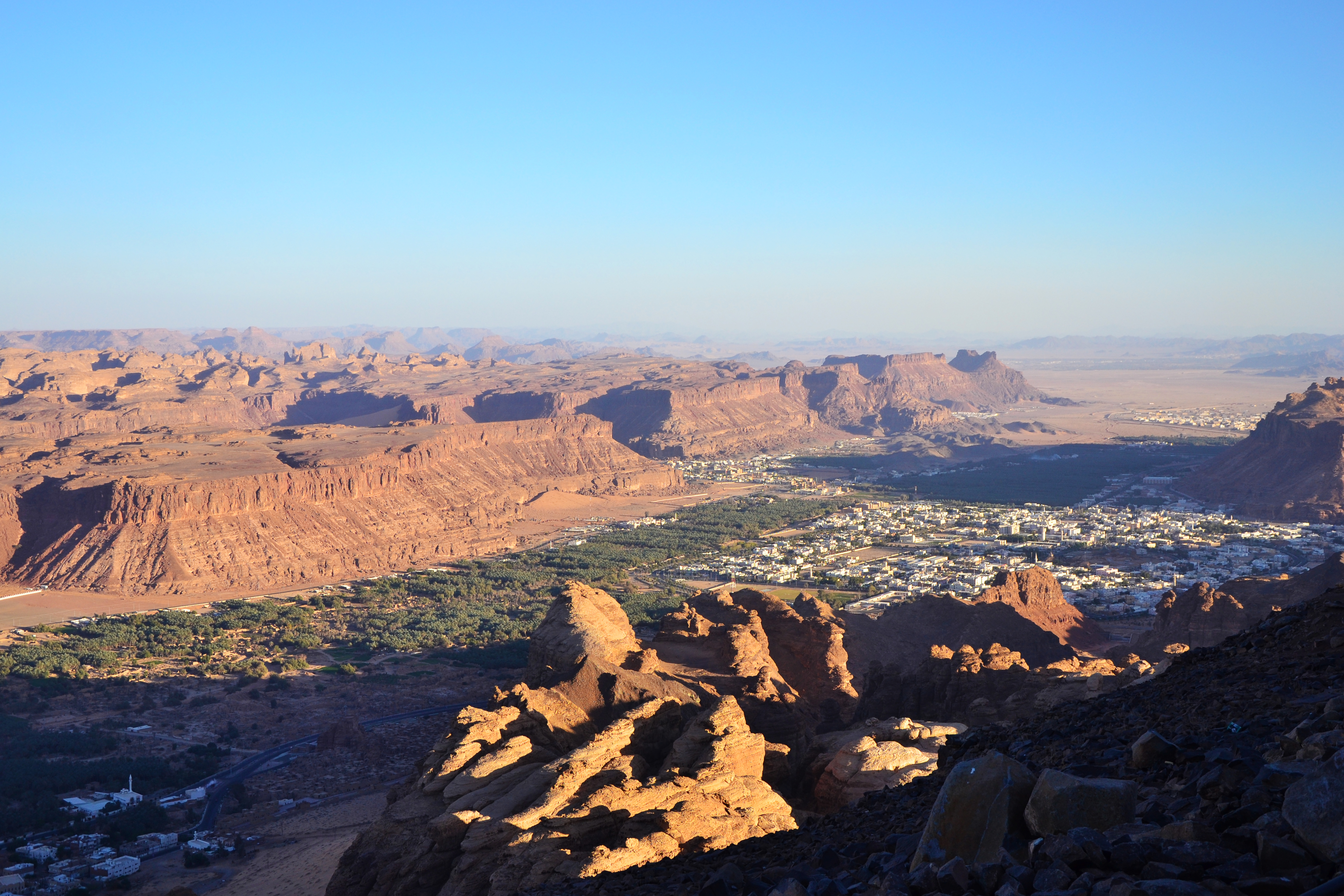
مدينة العُلا الواقعة بالقرب من مدائن صالح.

تتميز مدائن صالح كونها إحدى أهم وأبرز الوجهات السياحية في السعودية، حيث أنه في سنة 2008، أعلنت منظمة الأمم المتحدة للعلوم والتربية والثقافة (اليونسكو) أن مدائن صالح موقع تراث عالمي، وبذلك أصبح أول موقع في السعودية ينضم إلى قائمة مواقع التراث العالمي، ثم تلى ذلك انضمام حي الطريف في مدينة الدرعية التاريخية، بالإضافة إلى جدة التاريخية.
تقع مدائن صالح بالقرب من مدينة العُلا والتي هي بدورها تحتوي على عدد من الآثار، وهي مدينة أشبه بالبلدة، إلا أنها تتمتع بوجود عدد من الفنادق ودور السكن فيها ذات مستوى جيد، وهي تستقبل عدداً من السياح والزوار طيلة أيام السنة، وتكتظ في فترة العطلات، حيث يشهد شهرا شوّال ومُحرّم من التقويم الهجري، إقبال عدد من الحجّاج والمعتمرين والذين قدموا على تأشيرة من فئة «عمرة بلس»0
يمكن الوصول إلى مدائن صالح عن طريق مطار العُلا، والذي يبعد مسافة تقدّر بحوالي 15 دقيقة عن الموقع، والمطار يستقبل الوجهات القادمة من الرياض والمدينة المنورة وحائل. كما أنه يمكن الوصول إلى الموقع أيضاً عن طريق السيارة أو عن طريق الحافلات القادمة من جدة وحائل والمدينة المنورة والرياض التي تتجّه يومياً إلى مدينة العلا.
بالنسبة للأجانب فهم يحتاجون إلى تصريح خاص يسمح لهم بزيارة موقع مدائن صالح، حيث أنه يوجد سور يحيط بالموقع مع وجود بوابة خاصة به، ويمكن الحصول على التصريح من خلال مبنى لجنة الآثار الواقع قرب المتحف الوطني، أو من أحد الفنادق الموجودة في محيط مدائن صالح، شرط وجود جواز السفر. إلا أن الهيئة العامة للسياحة والتراث الوطني أعلنت مؤخراً بأنه لا يشترط إذناً مسبق لزيارة الموقع، والاكتفاء بتسجيل اسم الزائر عند بوابة الموقع.

### موقف علماء الدين من السياحة
يرى عدد من الدُّعاة وعلماء الدين الإسلامي في السعودية بأن زيارة مواقع الآثار للأمم المُعذَّبة لا ينبغي البقاء فيها لغرض السياحة أو البقاء للأكل والشرب، مستدِلّين بأحاديث من السنة النبوية، ومنها «لا تدخلوا مساكن الذين ظلموا أنفسهم فيصيبكم ما أصابهم إلا أن تكونوا باكين، ثم قنع رأسه وأسرع السير حتى أجاز الوادي»، وعلى رأسهم ابن باز.

### إغلاق مؤقت
في 3 مايو 2018 أغلقت الهيئةُ الملكية مدائنَ صالح لإجراء بحوث متعلقة بحمايتها والحفاظ عليها حتى 2020.

## مخطط الموقع

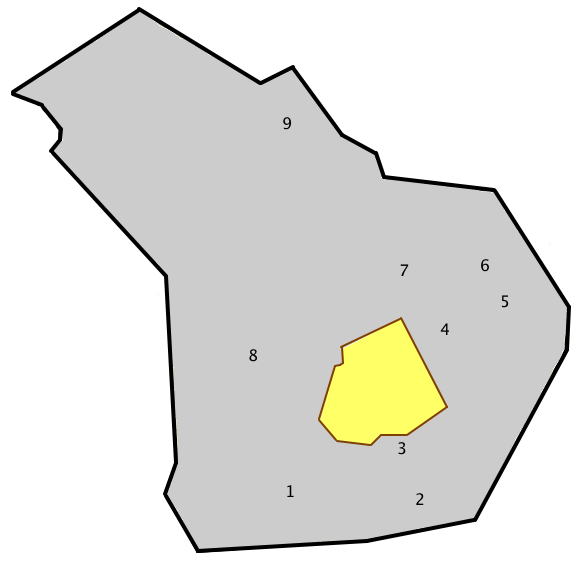
مخطط مدينة الحِجْر (مدائن صالح)
محيط الموقع
المنطقة السكنية
----
1. قصر الصانع
2. القصر الفريد
3. المنطقة ج
4.قصر البنت
5. جبل أثلب
6. الديوان
7. البئر النبطية
8. الخريمات
9. محطة سكة الحديد

## معرض الصور

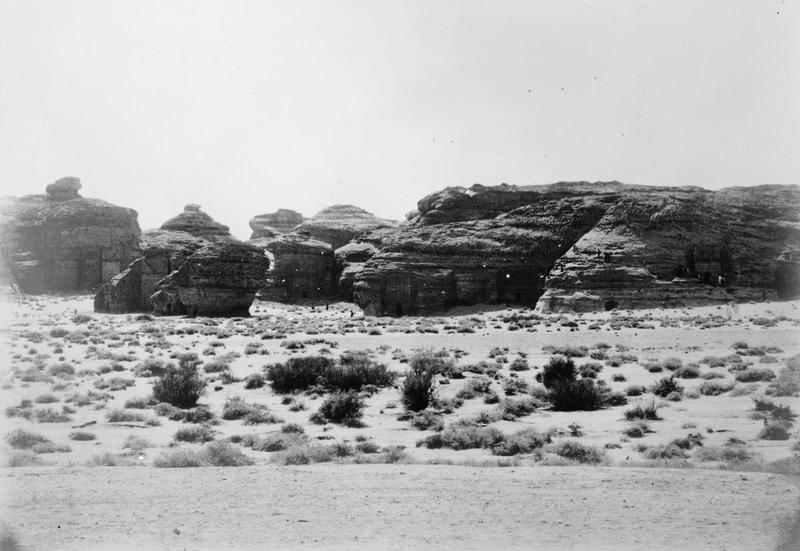
مدائن صالح سنة 1908م
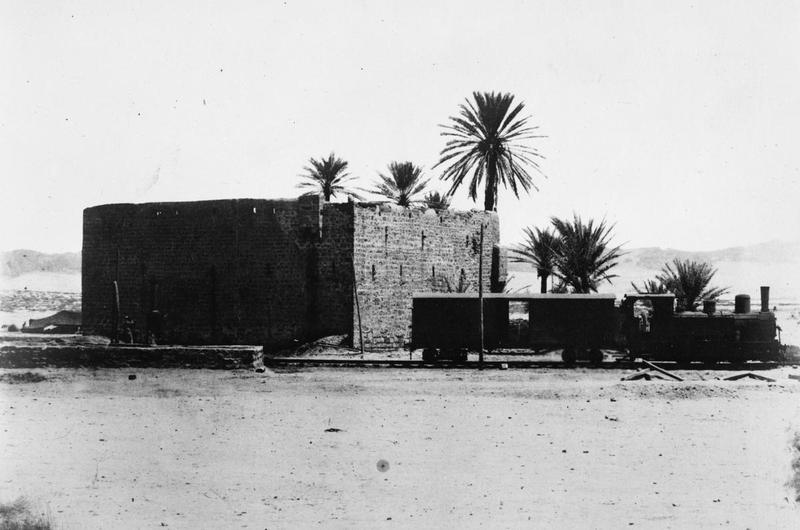
قاطرة تابعة لقطار الحجاز سنة 1908 بجانب خزان مياه في مدائن صالح مخصص للحجّاج
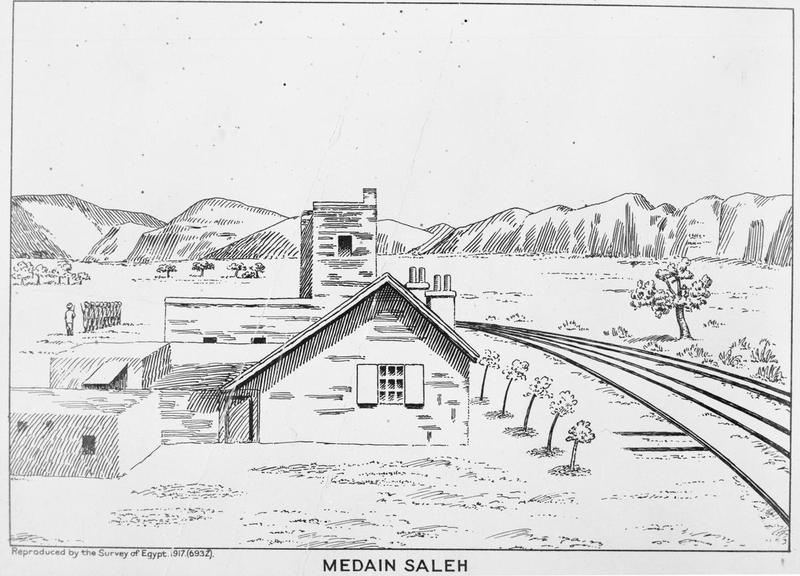
رسم لمحطة مدائن صالح سنة 1913م
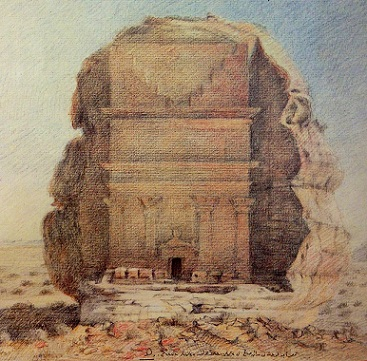
رسم لقصر الفريد بواسطة وهبي الحريري سنة 1979م
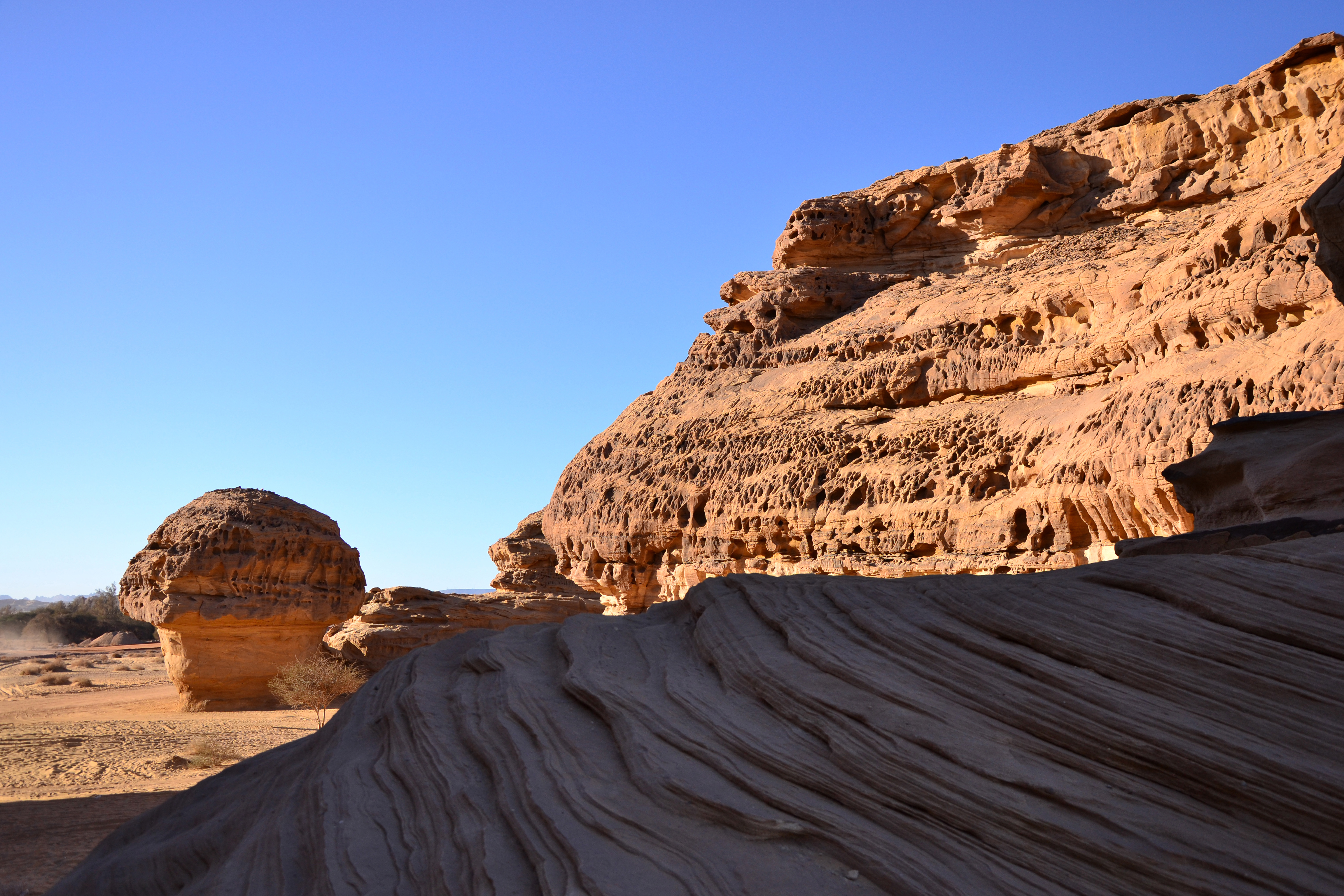
صخور رملية في موقع مدائن صالح
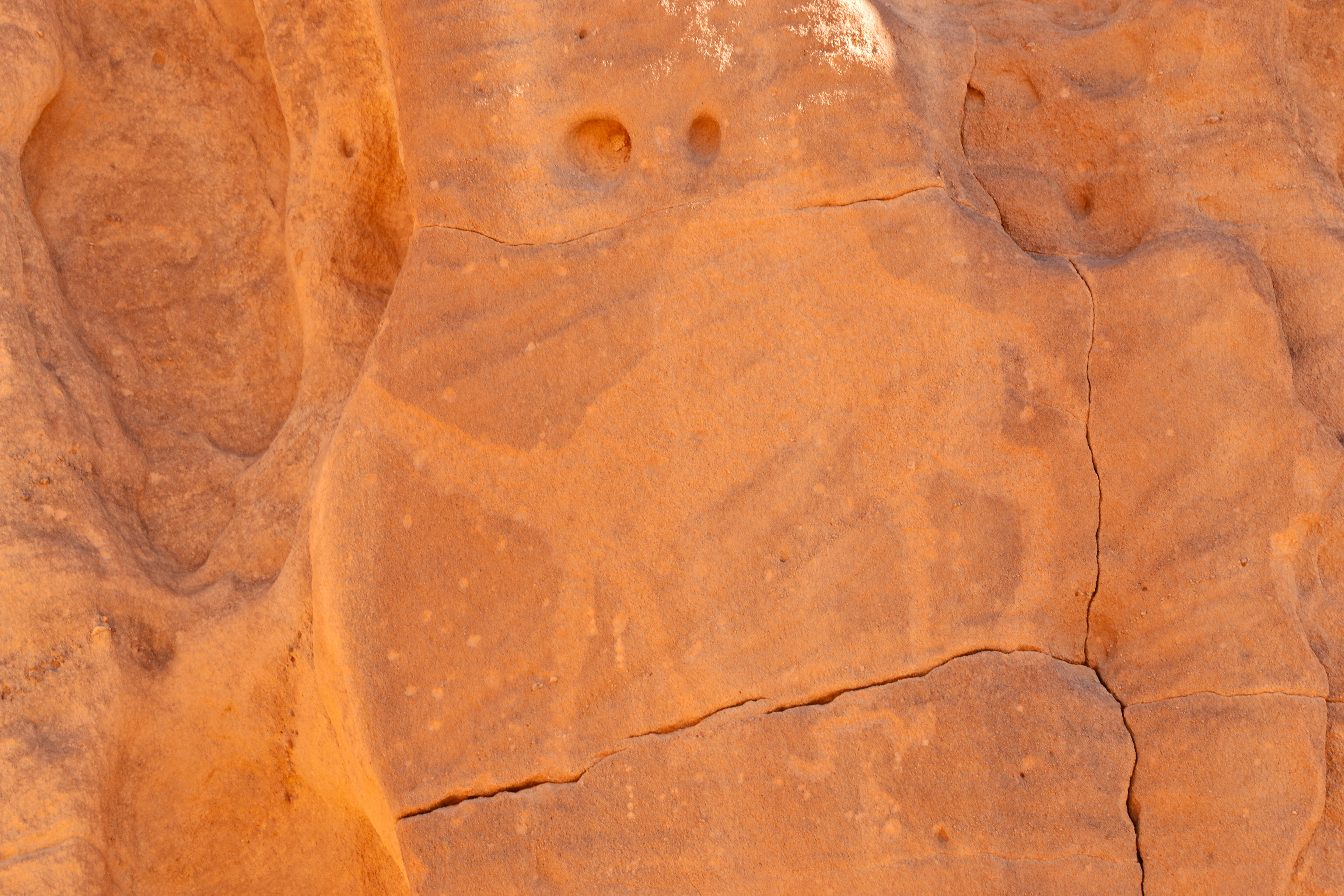
أحد النقوش في الموقع
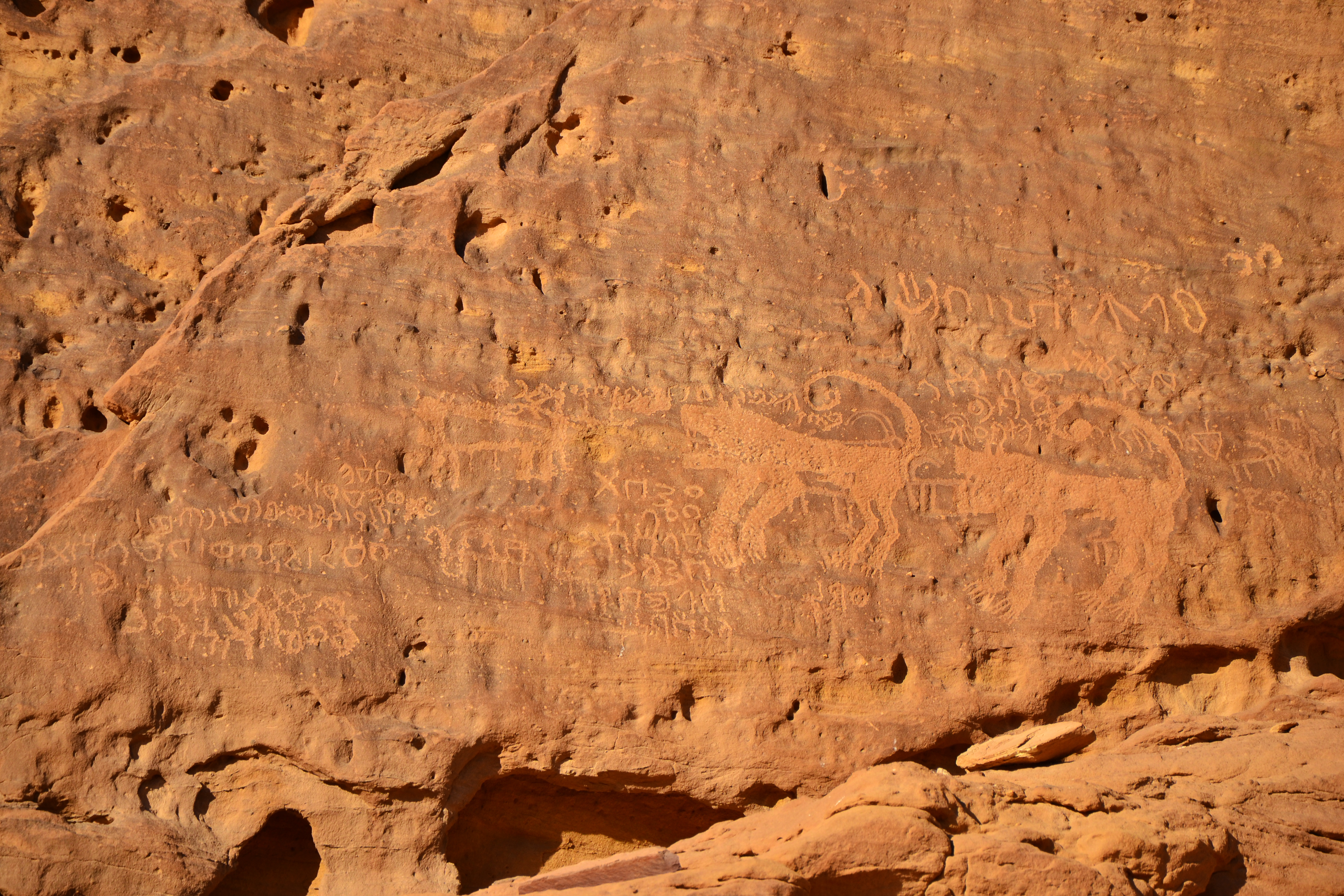
نقوش أخرى
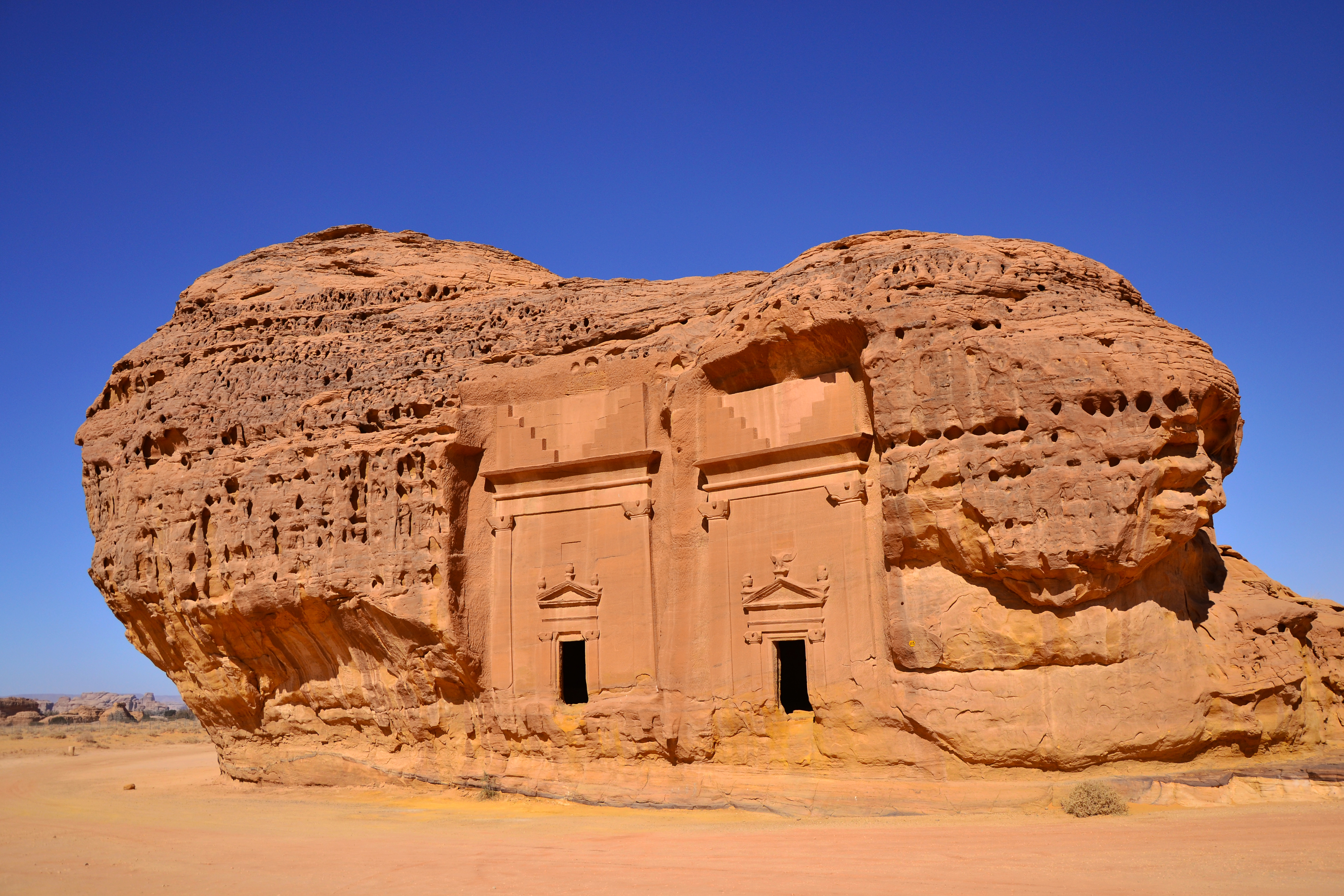
أضرحة ضمن «المنطقة ج»
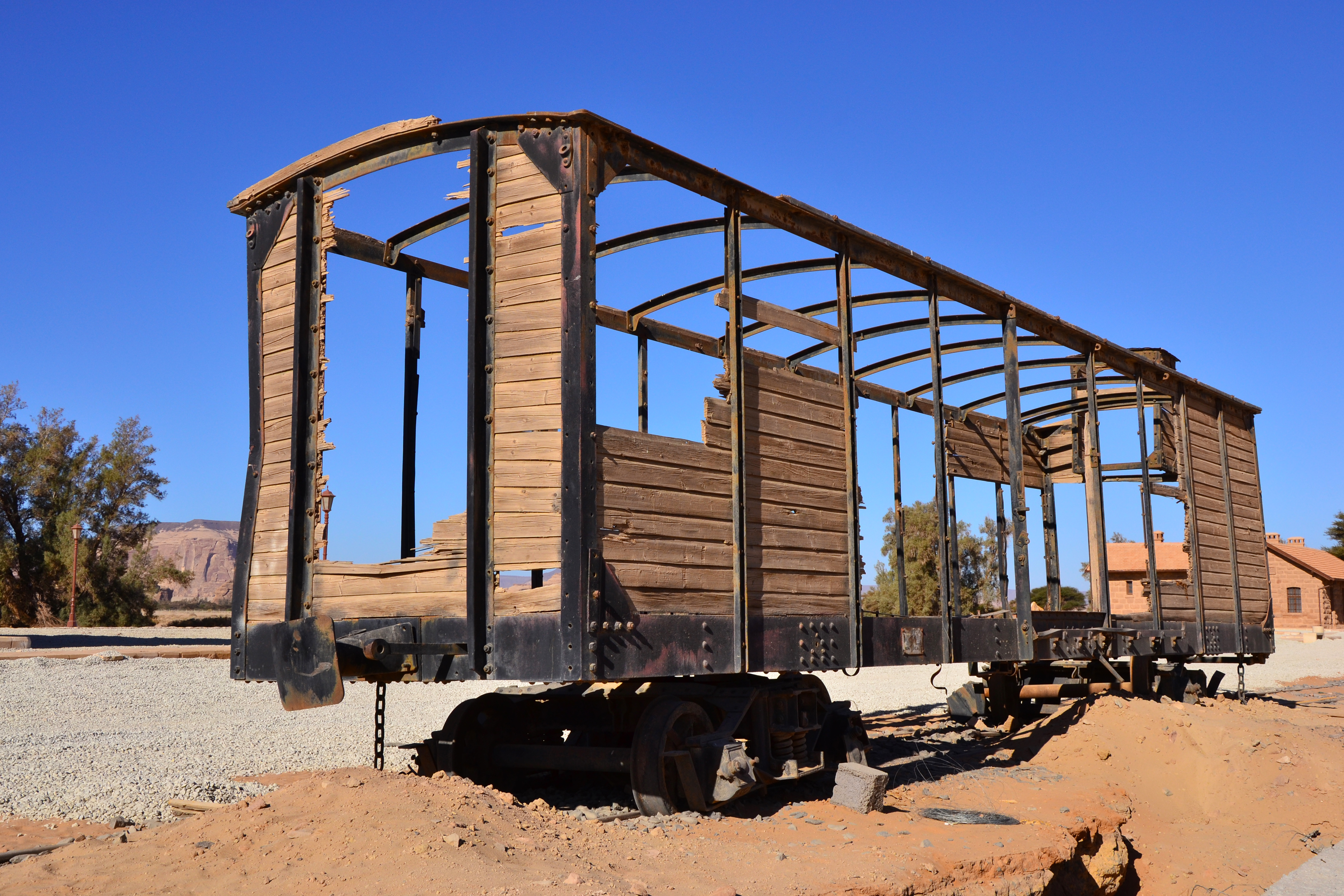
عربة قطار خارج محطة مدائن صالح
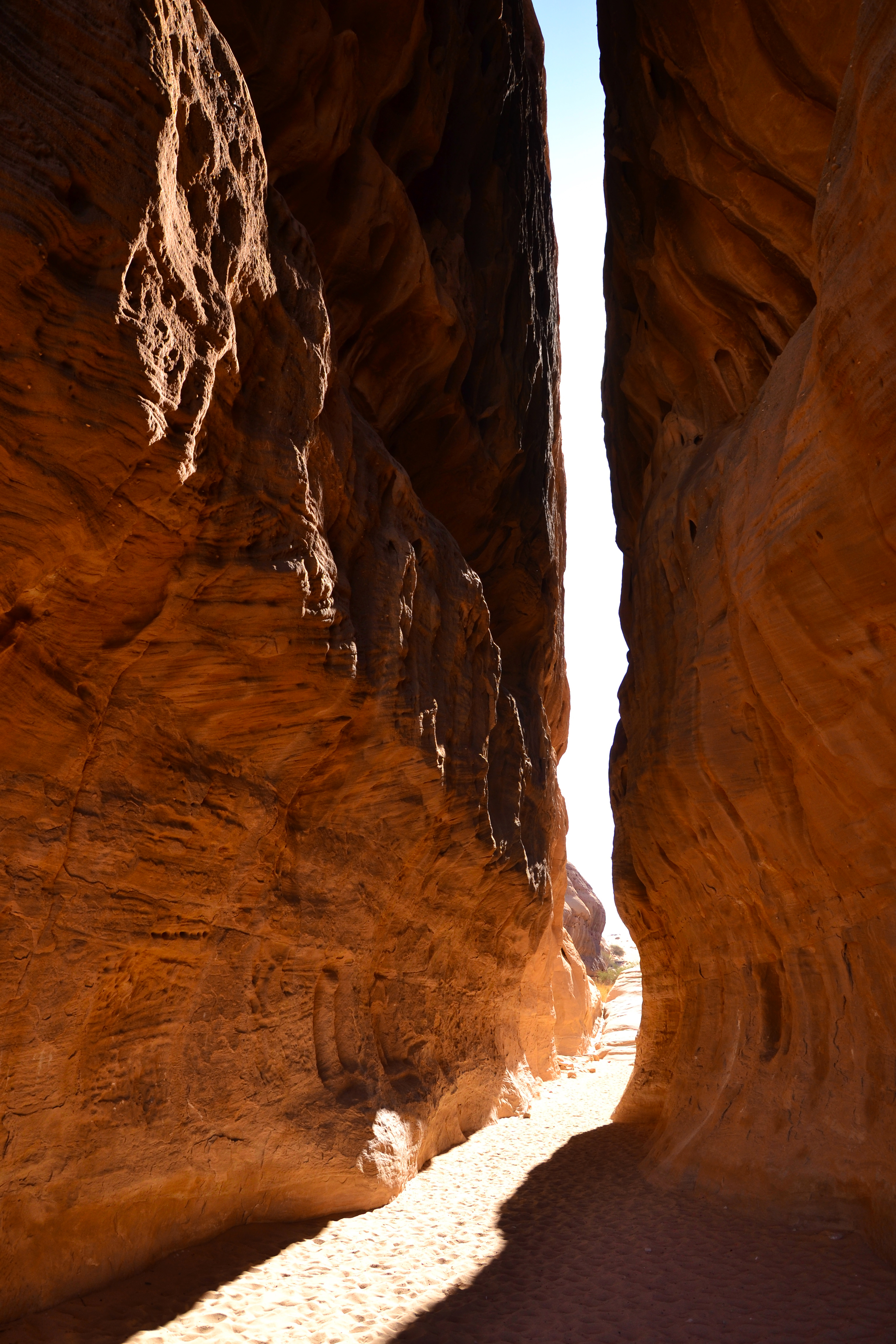
السيق
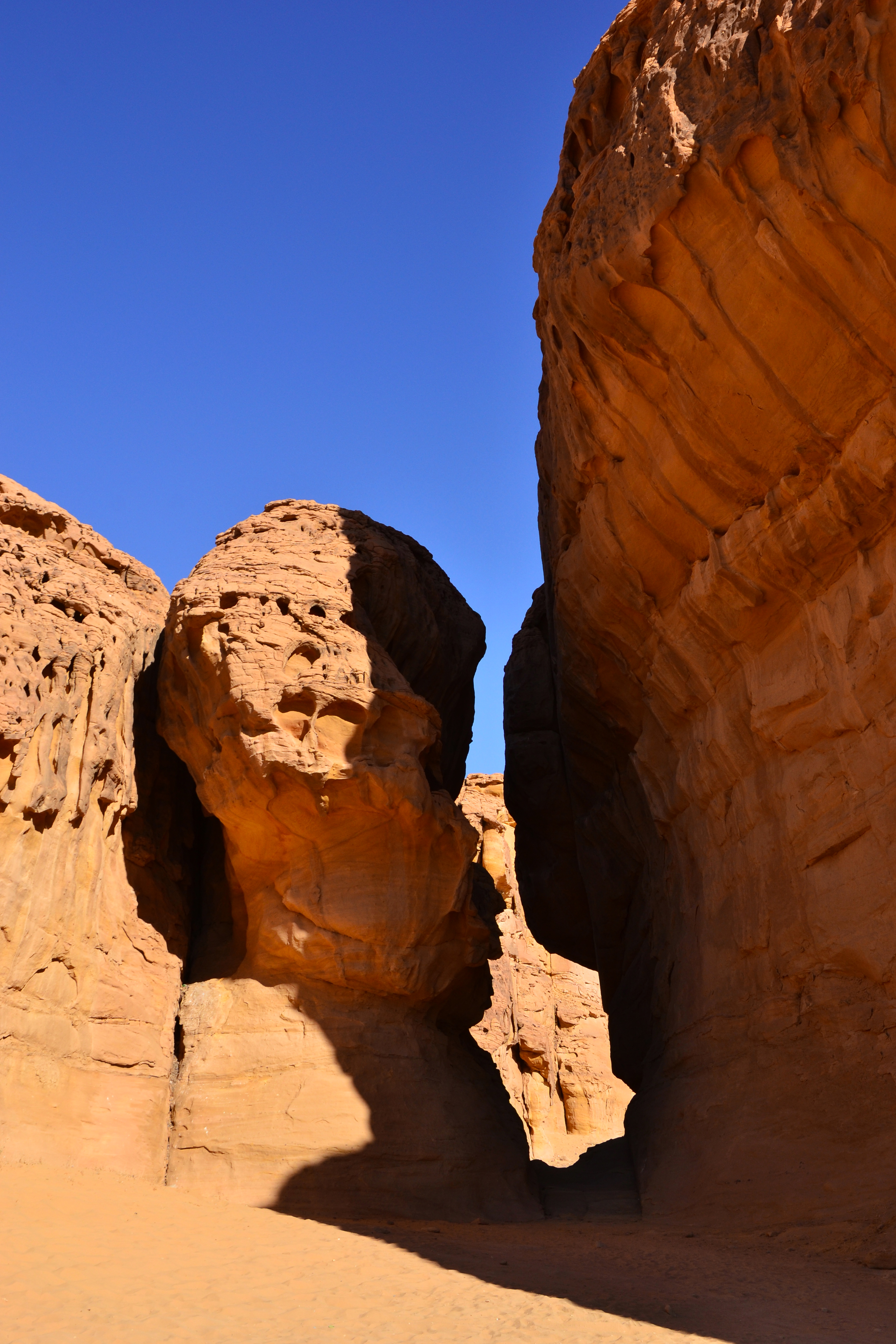
ممر آخر
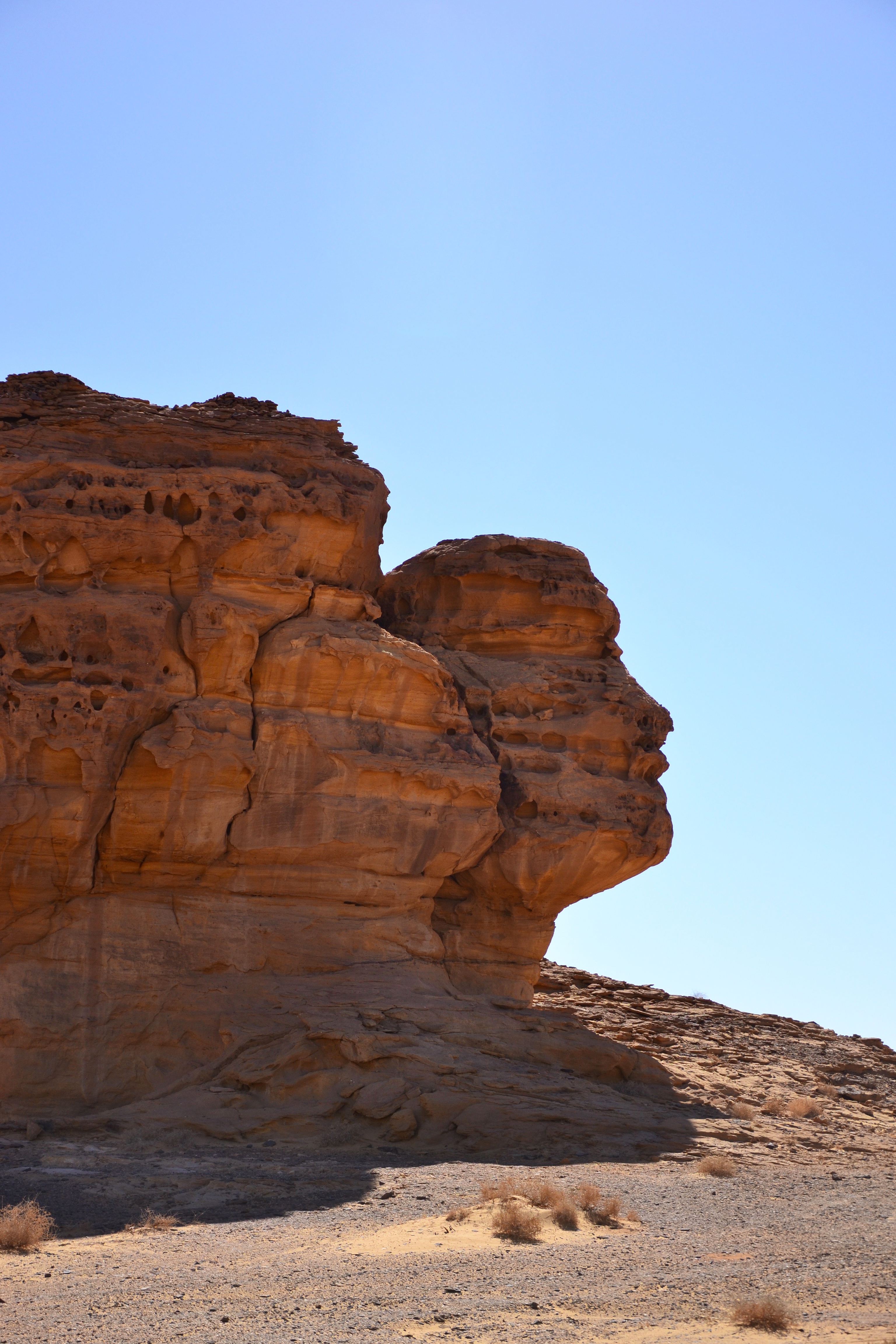
تشكيل جيولوجي يمثل باريدوليا لوجه إنسان.
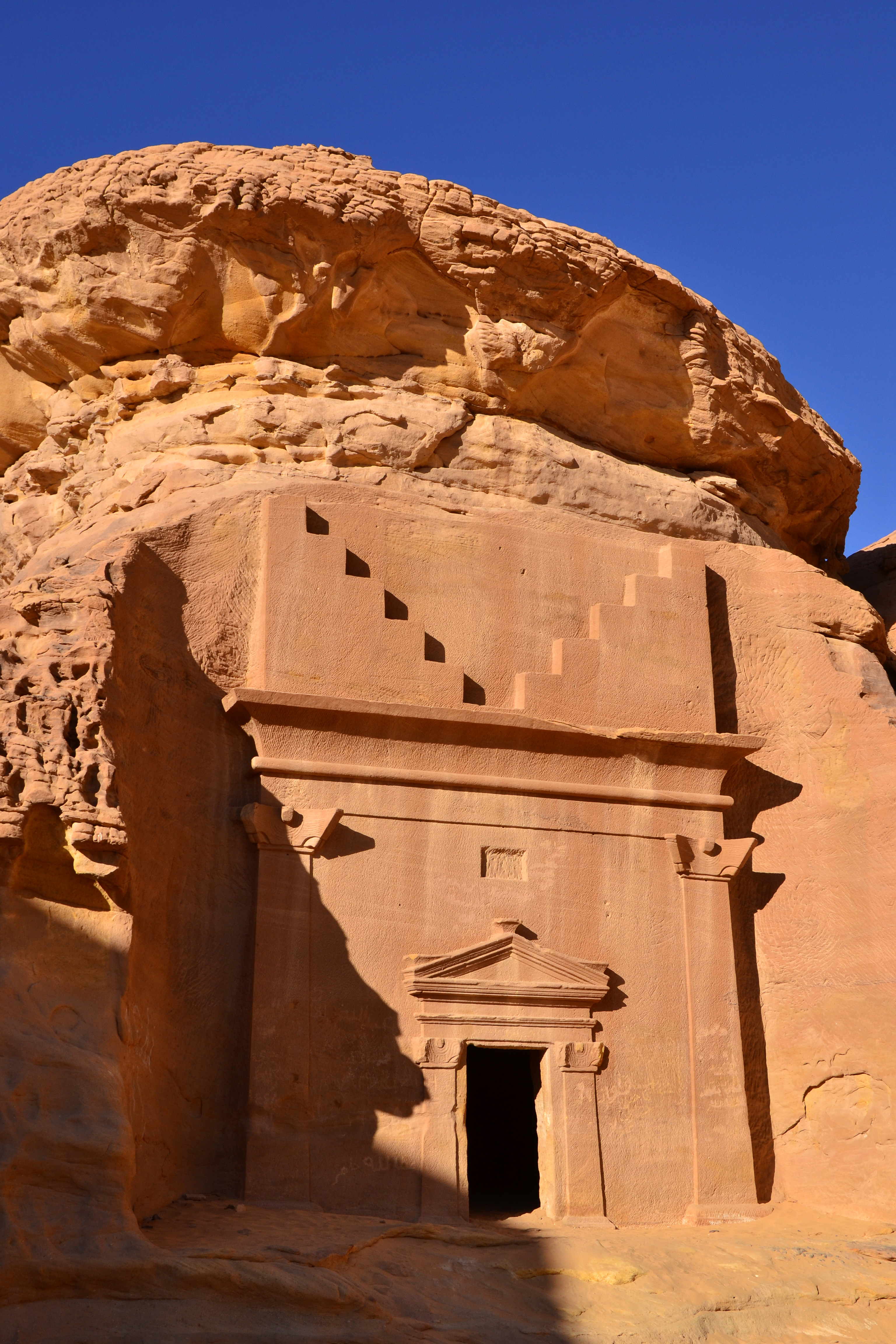
واجهة أحد الأضرحة
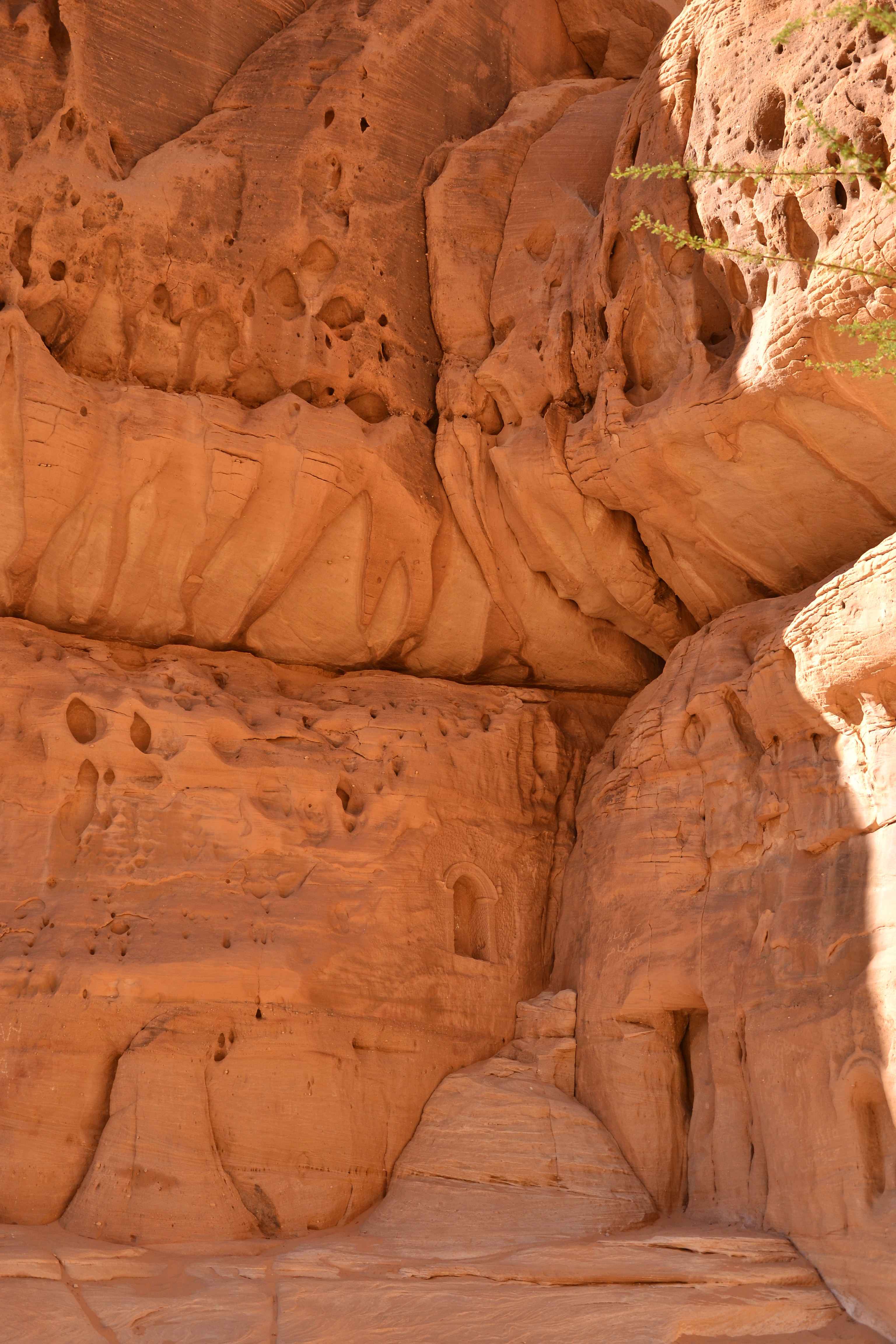
نقوش ومحاريب
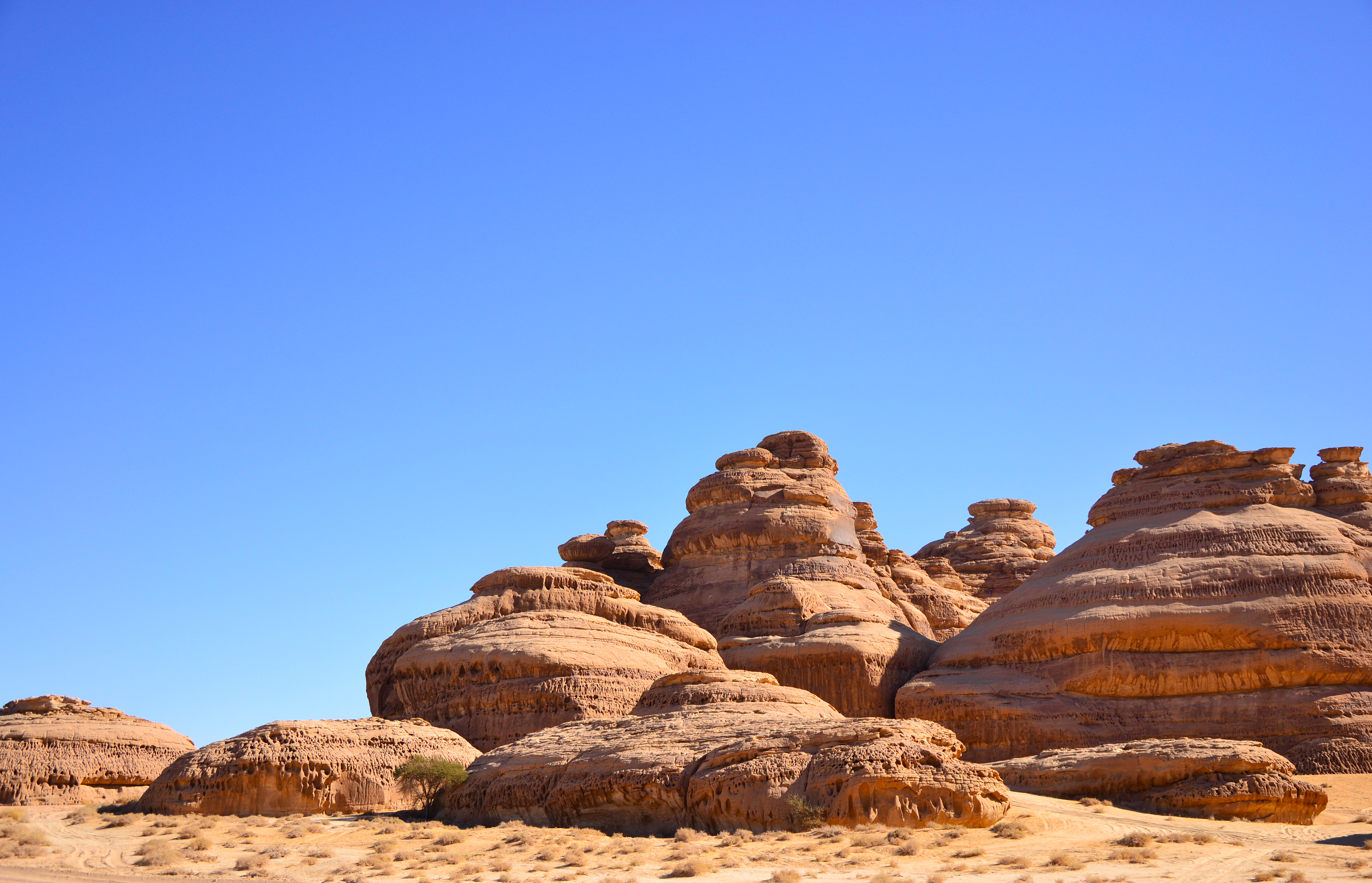
إحدى نواحي منطقة جبل أثلب
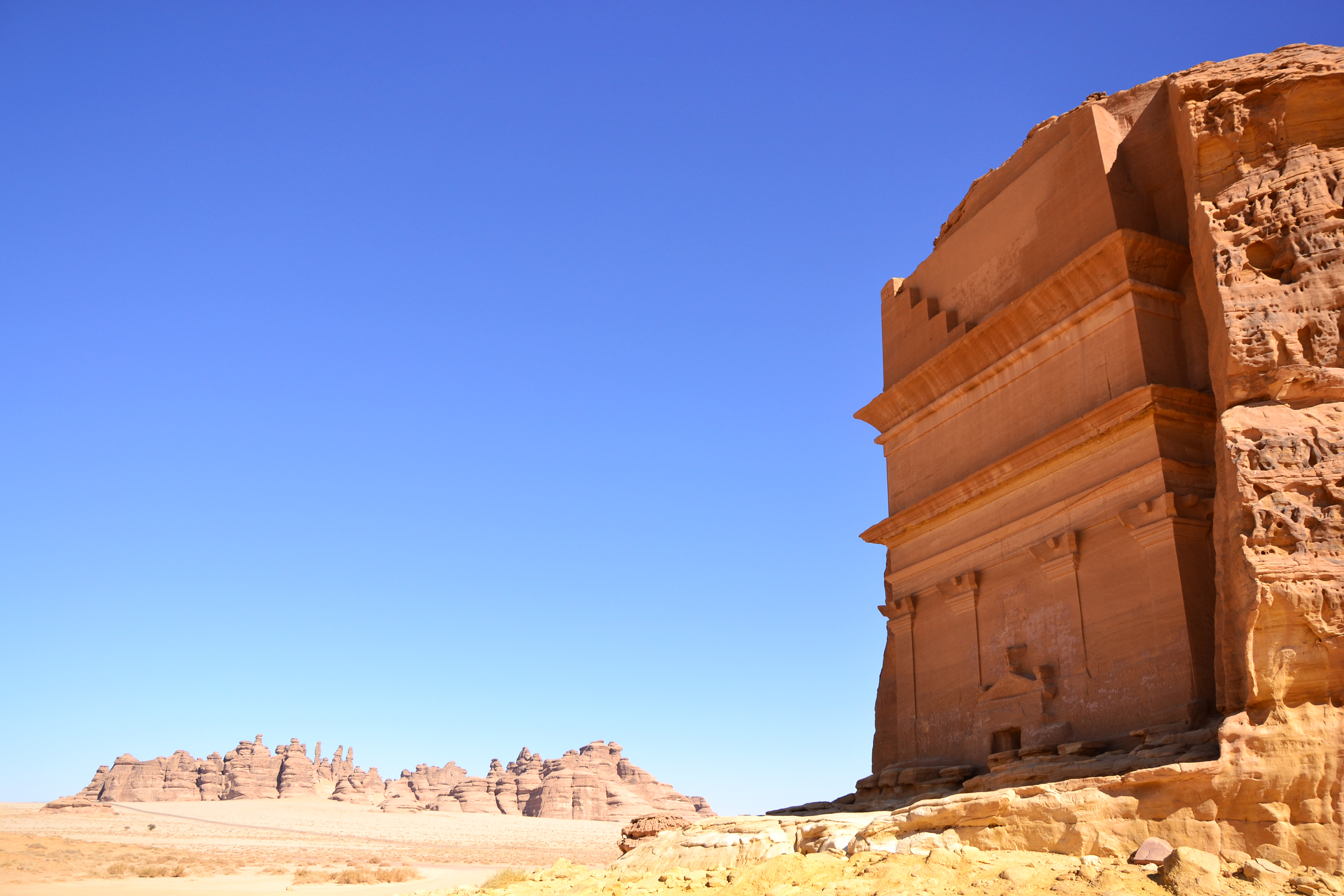
لقطة عامة يظهر فيها جانب من القصر الفريد
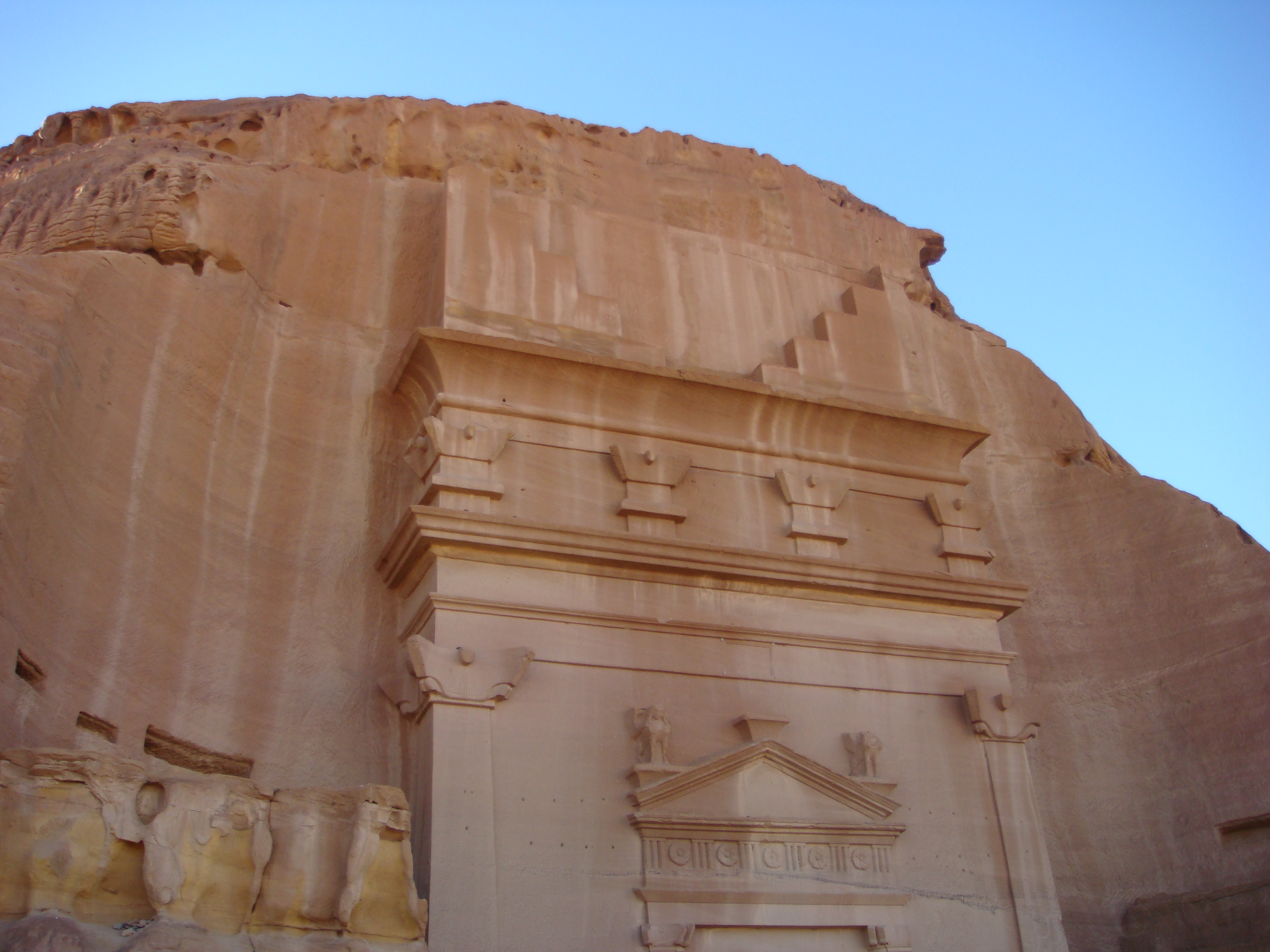
واجهة لأحد الأضرحة وتظهر التفاصيل العلوية منه
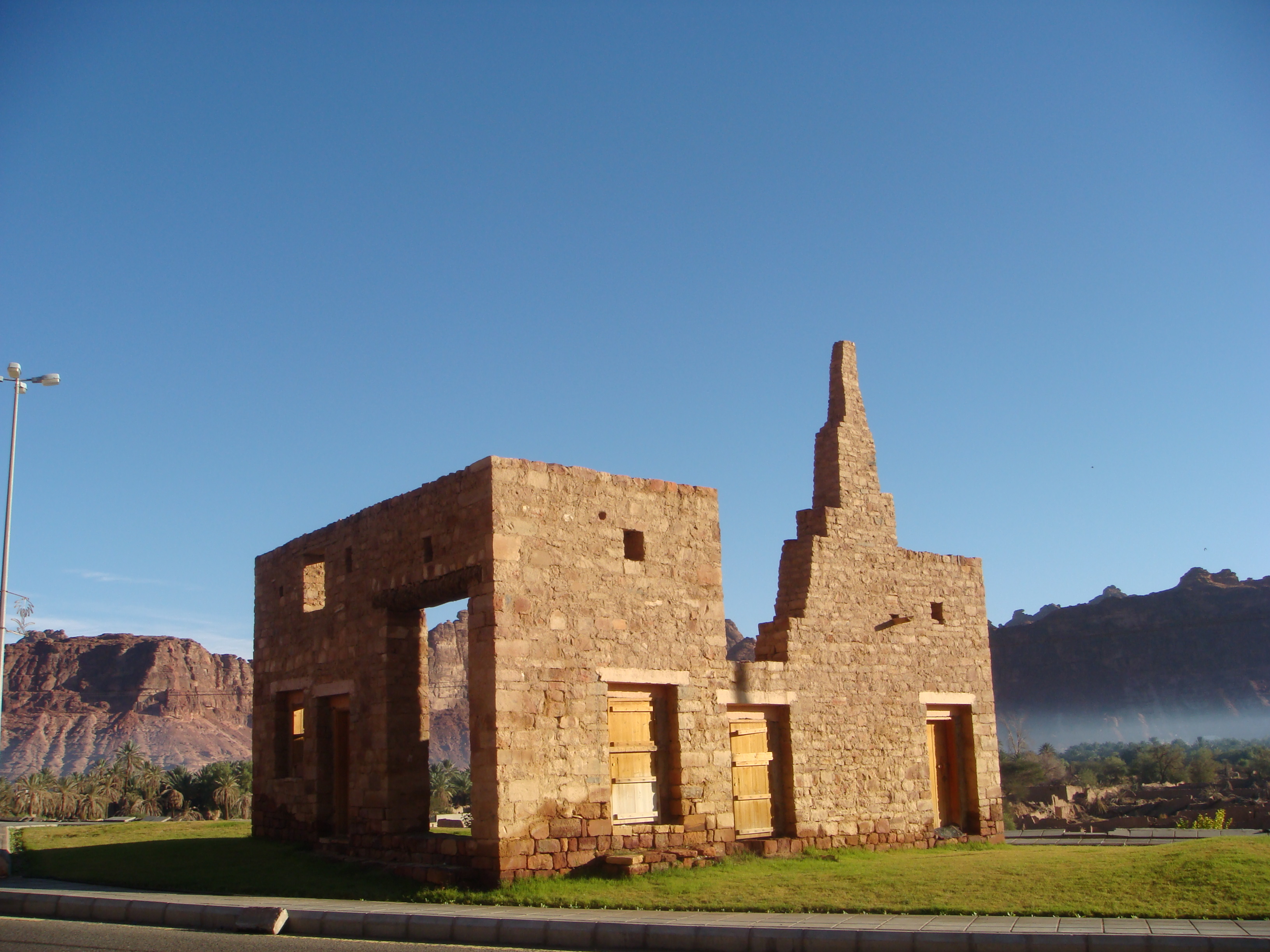
مبنى أثري في الموقع
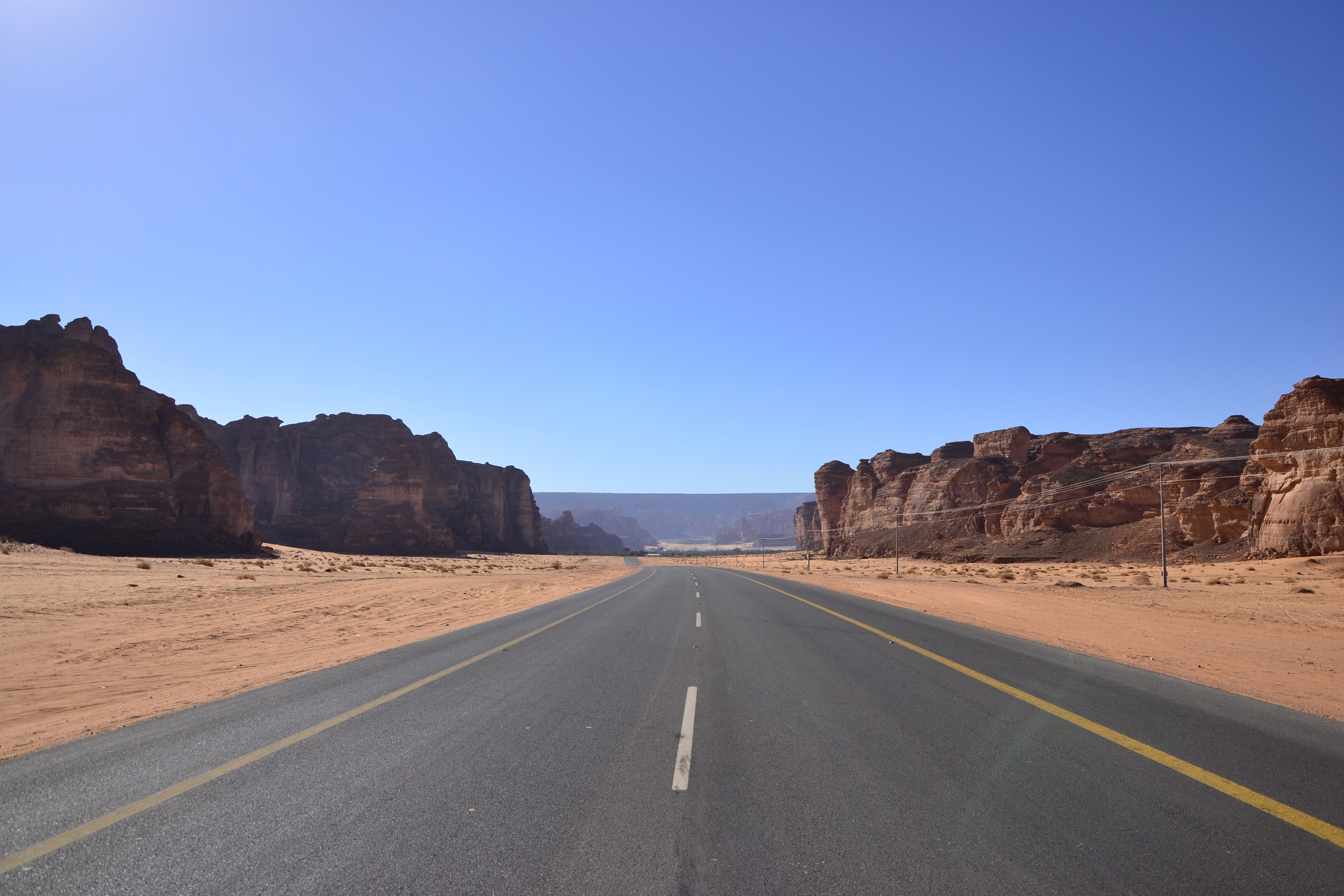
طريق مؤدية لمدائن صالح
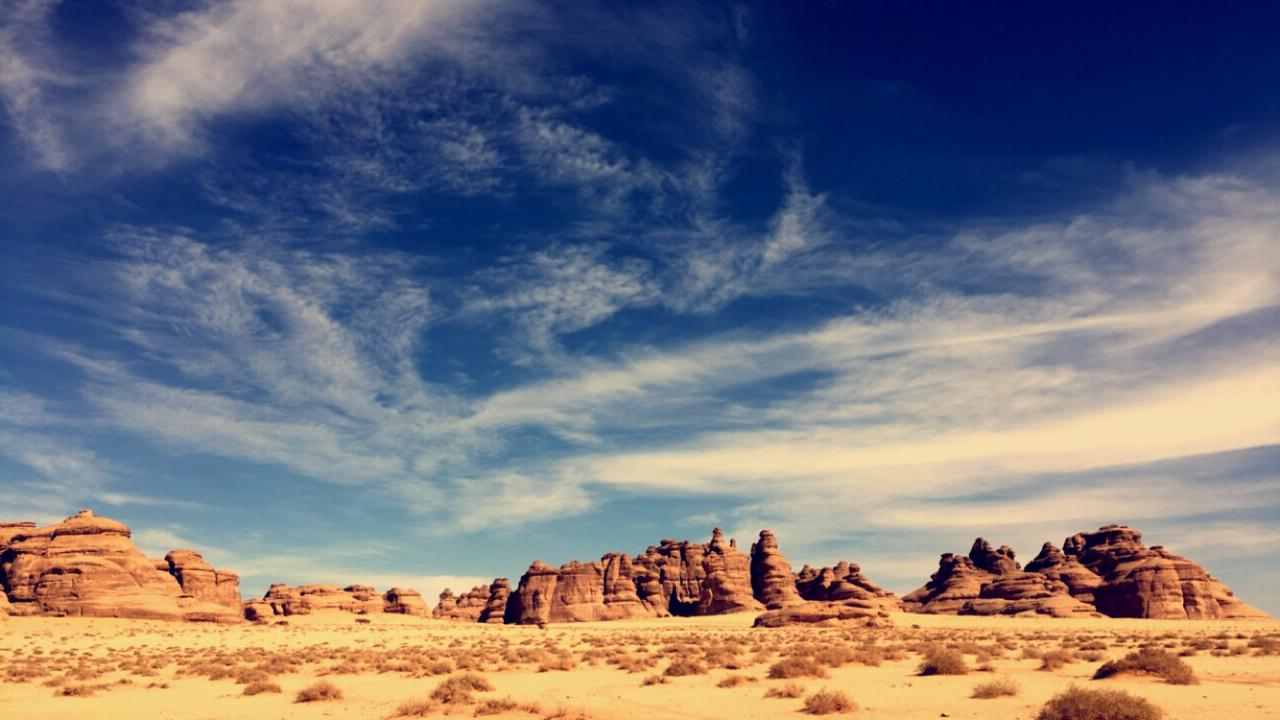
صورة لموقع مدائن صالح

## وصلات خارجية
- جولة افتراضية في مدائن صالح
- مدائن صالح صور ومعلومات
- فندق مدائن صالح
- موقع مدن الأنباط
- مواقع التراث السعودية نسخة محفوظة 24 يونيو 2016 على موقع واي باك مشين. - الحجر (مدائن صالح) واحة تاريخية في شمال غرب المملكة العربية السعودية
- العلا ومدائن صالح - موقع ألوان السعودية
- محافظة العلا ومدائن صالح (الحجر) - موقع طيبه نت.

### فيديو
- الطريق إلى مدائن صالح
- جولة في مدائن صالح : ج 1 - ج 2 - ج 3 - ج 4